# NK
Aktiebolaget Nordiska Kompaniet (förkortat NK) är ett bolag ägt av Hufvudstaden AB som kontrolleras av LE Lundbergföretagen AB. Här ingår varumärket NK och de två varuhusen vid Hamngatan 18–20 i Stockholm (NK Stockholm) och Östra Hamngatan 42-44 i Göteborg.
Varuhusen har en genomströmning av cirka 9 miljoner besökare årligen och de sysselsätter cirka 1200 personer.
Det finns cirka 90 NK-företagare som driver 110 NK-avdelningar i Stockholm och 50 NK-avdelningar i Göteborg och varje NK-avdelning har ett hyresavtal med AB Nordiska Kompaniet. Driftformen utgår från att genom NK-varuhuset driva detaljhandel och restaurangverksamhet under varuhusliknande former, men med fristående entreprenörer som operatörer.
Huvudkontoret ligger på Regeringsgatan 38 i Stockholm (bredvid varuhuset). Varuhuschef Henrik Lilja är sedan 1 september 2024 tillförordnad VD för NK till dess att ny VD är på plats och Kristel Levander tillförordnad Varuhuschef NK Stockholm under denna period. I Göteborg är Dag Agård varuhuschef för NK Göteborg.
Den 11 oktober 2024 blev det klart att Hannes Hasselrot utses till ny VD för AB Nordiska Kompaniet och tillträder posten tidig vår 2025. Han blir också chef för Hufvudstadens Affärsområde NK och kommer att ingå i Hufvudstadens koncernledning.

## Historik

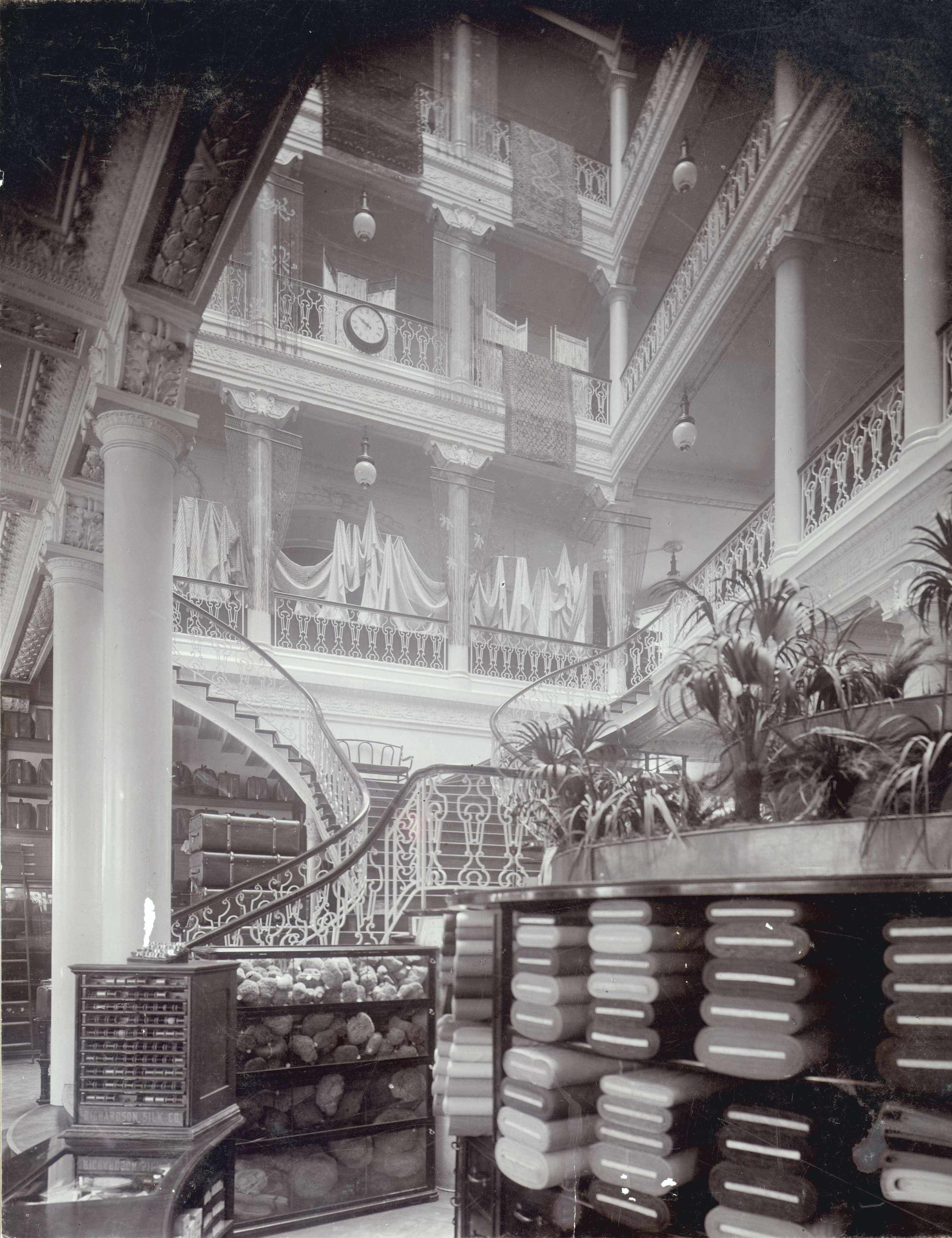
Huvudhallen i Nordiska Kompaniets första varuhus vid Stureplan, tidigare KM Lundbergs varuhus. Foto från 1903.

Företaget Nordiska Kompaniet grundades 1902 genom att de två största detaljhandelsföretagen i Stockholm, K.M. Lundberg och firma Joseph Leja, slogs ihop. Initiativtagare till sammanslagningen var Josef Sachs, huvudägare i och chef för Leja & Sachs. NK Stockholm invigdes 1915. Under perioder innehade NK även varuhus utomlands, 1908–1917 ett i Sankt Petersburg, 1913–1917 ett i Moskva och ett i Buenos Aires 1920–1934. NK uppförde 1960 ett varuhus i Farsta, 1963 ett i Malmö och 1974 ett i Täby. Företaget förvärvade 1967 Göteborgsvaruhuset Ferd. Lundquist & Co, grundat 1864, vilket fyra år senare ledde till öppnandet av NK Göteborg.
Dessutom öppnades varuhus i Uppsala (1988), Västerås (1989) och Helsingborg (1990). Under 1990-talet kom alla varuhus förutom det i Stockholm och Göteborg att avvecklas på grund av svag lönsamhet. NK Malmö blev istället Hansacompagniet.
Föregångaren till NK-huset i kvarteret Hästen var KM Lundbergs varuhus vid Stureplan 3, ritat av arkitekt Erik Josephson och invigt 1898. Fram till slutet av 1960-talet hade NK stor betydelse för svensk konstindustri och svenska konsthantverkare genom att på sina utställningar visa upp nyheter, främst glas, keramik, silver samt egna möbler och inredningar från Nordiska Kompaniets verkstäder i Nyköping. Astrid Sampe var chef för NK:s Textilkammare mellan 1938 och 1972 och Lena Larsson var konstnärlig ledare för NK-bo mellan 1947 och 1965. NK:s textilkammare blev NK Designgrupp 1970.
Under augusti 1911 tillkännagavs att NK:s nya avdelning för elektrisk belysningsarmatur öppnade i affärshuset på Regeringsgatan.
NK hade på Stockholmsutställningen 1930 en egen paviljong, där man främst ställde ut möbler. Elias Svedberg skapade under andra världskriget Trivamöblerna som levererades i platta paket. NK var genom sina utställningar länge ett viktigt skyltfönster för svensk konstindustri och svenska konsthantverkare. Där visades även egna produktioner från Nordiska Kompaniets verkstäder och NK-bo.
NK hade ett eget kreditkort, vilket kom före Diners Clubs kort som anses vara världens första kreditkort som inte var knutet till något specifikt varuhus eller affär. 1990 köpte Diners Club Sweden AB dåvarande NK-kort.
2003 blev Sveriges utrikesminister Anna Lindh knivhuggen till döds på NK i Stockholm.

## NK:s Franska damskrädderi

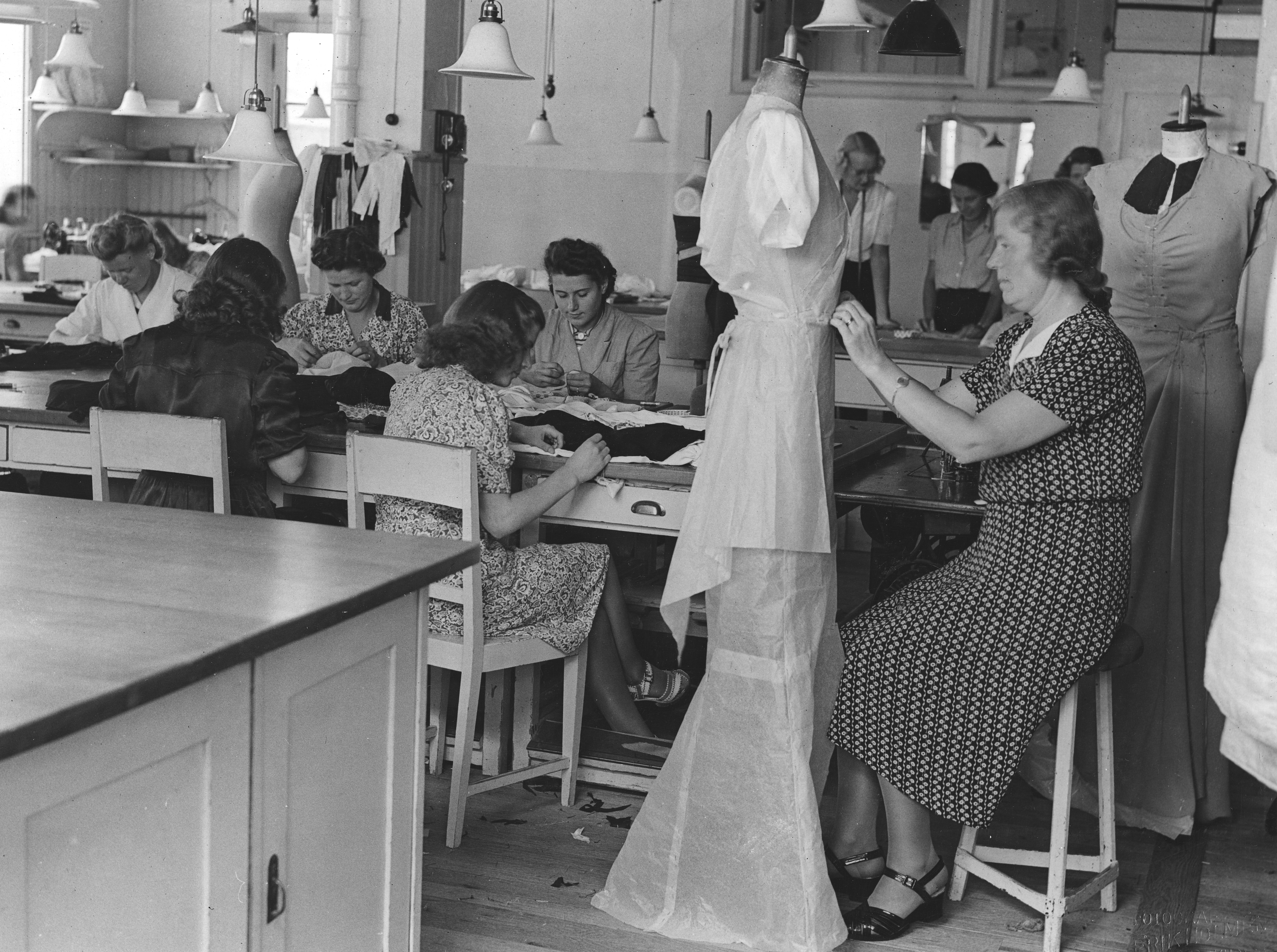
Interiör från NK, NK:s franska damskrädderi, ateljén 1943.

Under 1800-talet hade fransk haute couture i Sverige främst sytts upp av enskilda modeskapare som Augusta Lundin eller av firma Joseph Leja. När Leja år 1902 gick samman med Lundberg och bildade NK, bildades NK:s franska damskrädderi, som tillsammans med Märthaskolan blev den främsta skaparen av haute couture i Sverige till dess upphörande år 1966.
NK:s franska damskrädderi blev även känt som "NK:s franska". Dess chefer var den franska modeskaparen Suzanne Pallin 1902–1913, och Kurt Jacobsson 1913–1965. NK:s franska samarbetade med de främsta haute couturehusen i Paris, så som Chanel, Balenciaga och Balmain, och ateljéns chefer Kurt Jacobsson och Pelle Lundgren valde varje år ut modeller direkt på plats från modevisningarna i Paris. 
Detta urval visades sedan upp för press och kunder på en modevisning, och efter visningen beställdes plagg som syddes upp på NK:s franska.
Bland kunderna fanns drottning Louise Mountbatten, Zarah Leander och Harriet Andersson. Ateljéns anställda har berättat att under drottningens besök fick 
sömmerskor och mannekänger backa ut ur lokalen.
Under år 1909 noteras till exempel:
”Under balsäsongen 1909 skapar Madame Suzanne ett större antal uppmärksammade hattar och klänningar. På Innocencebalen gör kronprinsessan Margareta succé i en elegant kreation från Nordiska Kompaniet – en frackjacka av rosa sammet med släp över en skir, mattrosa chiffongklänning, rikt broderad med silverpaljetter och vita pärlor. Madame Suzanne får beröm i pressen för sin eleganta och konstnärligt enkla stil.”
På NK:s franska damskrädderi var Greta Garbo mannekäng 1923. Hon fick 50 kronor per visning som gage, medan övriga mannekänger endast fick hälften.
NK:s franska damskrädderi hade sin blomstringstid under en tid när konfektionsindustrin med färdigsydda kläder utvecklades, och att sy upp sina kläder hos en skräddare alltmer blev en symbol för status när de flesta föredrog konfektion, men så småningom konkurrerades skrädderiet ut av konfektionen.

## NK-skolan
NK-skolan var en skola med anknytning till Nordiska Kompaniet som ägde rum under NK:s verksamhet inom detaljbranschen med specifikation inom NK:s försäljning och uppförande gentemot kunder. Utbildningen var verksam under åren 1910–1960 och erbjöd kurser av många olika slag som under åren förändrades. Skolan lade grunden till mycket av den verksamhet som råder i dagens handelsbransch samt kundbemötande. Totalt utexaminerades 811 elever från NK-skolan, varav många andra fick vidare kunskaper de bar med sig i andra arbeten.

## NK i Stockholm

### Huset ikvarteret Hästen

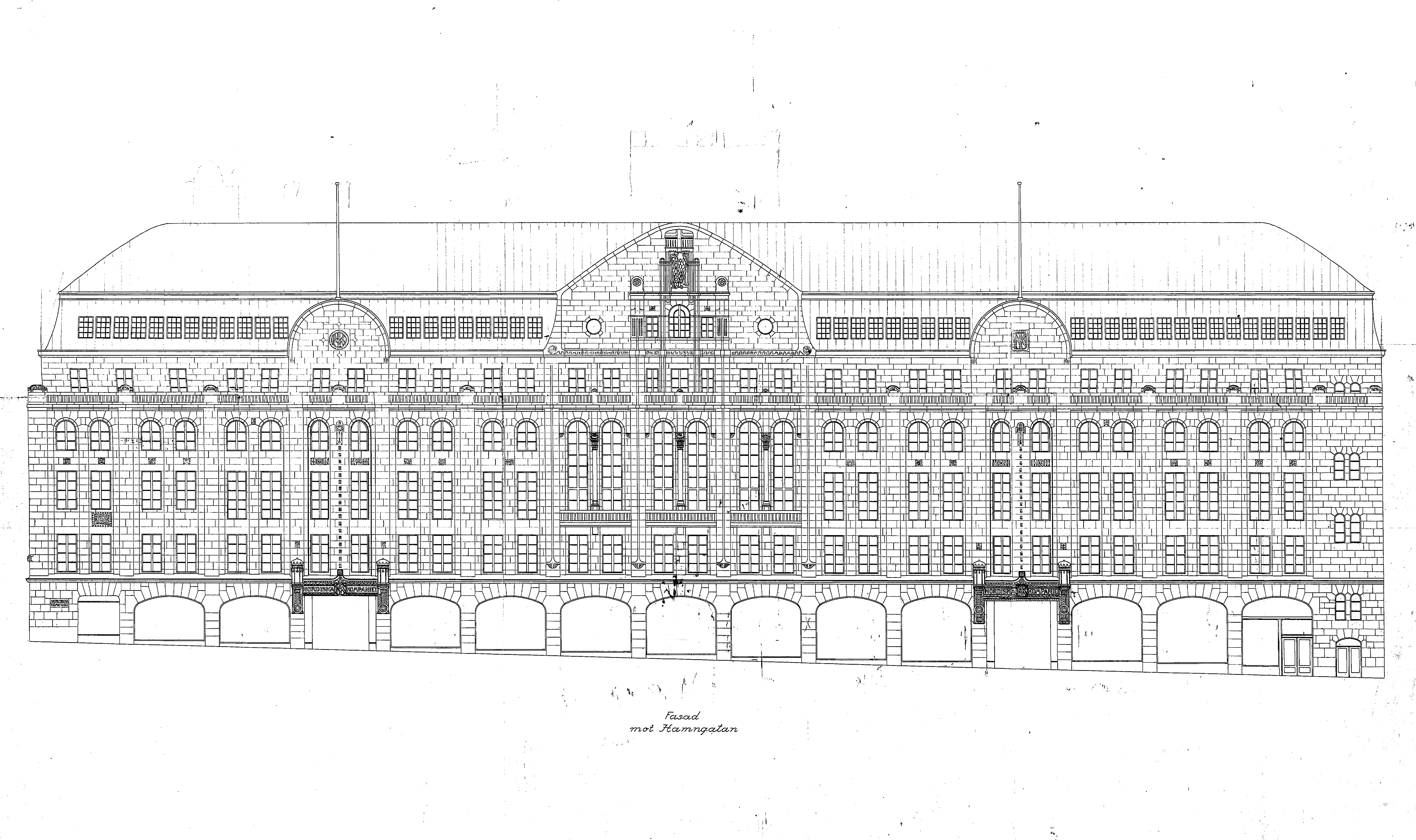
Ferdinand Bobergs arkitektritning, fasad mot Hamngatan 1913

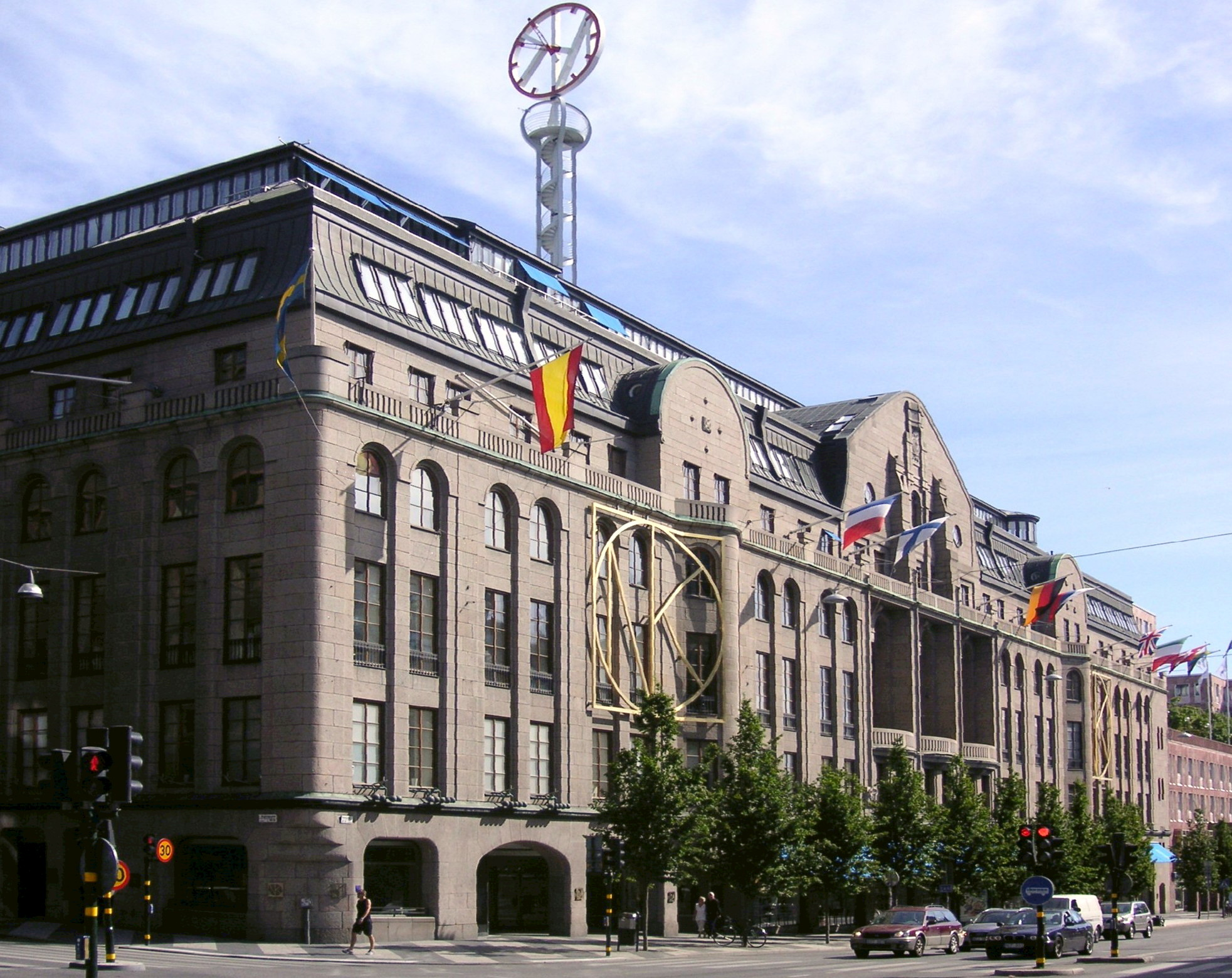
NK vid Hamngatan i Stockholm 2007

Varuhusdirektören Joseph Sachs anlitade arkitekten Ferdinand Boberg att rita det nya varuhuset och NK skulle bli Bobergs sista stora arkitektuppdrag som fullbordades. Till sin hjälp hade Boberg arkitekten Axel Wetterberg. För att hämta inspiration och kunskap om moderna varuhus företog Boberg studieresor till Europa och USA. Särskilt varuhuset Wertheim i Berlin satte sina spår, med våningsplanen lagda kring en stor, glastäckt centralhall. Själva byggnaden är en stålskelettkonstruktion med barockinspirerade tunga granitfasader. Från början var det tänkt att utföra NK-byggnaden med glasfasader. NK-huset, liksom många andra större fastigheter i Stockholms centrala delar, konstruerades av ingenjörskontoret Kreuger & Toll. Byggmästare var Josef Norén. Huset kom senare att få Sveriges första rulltrappa.

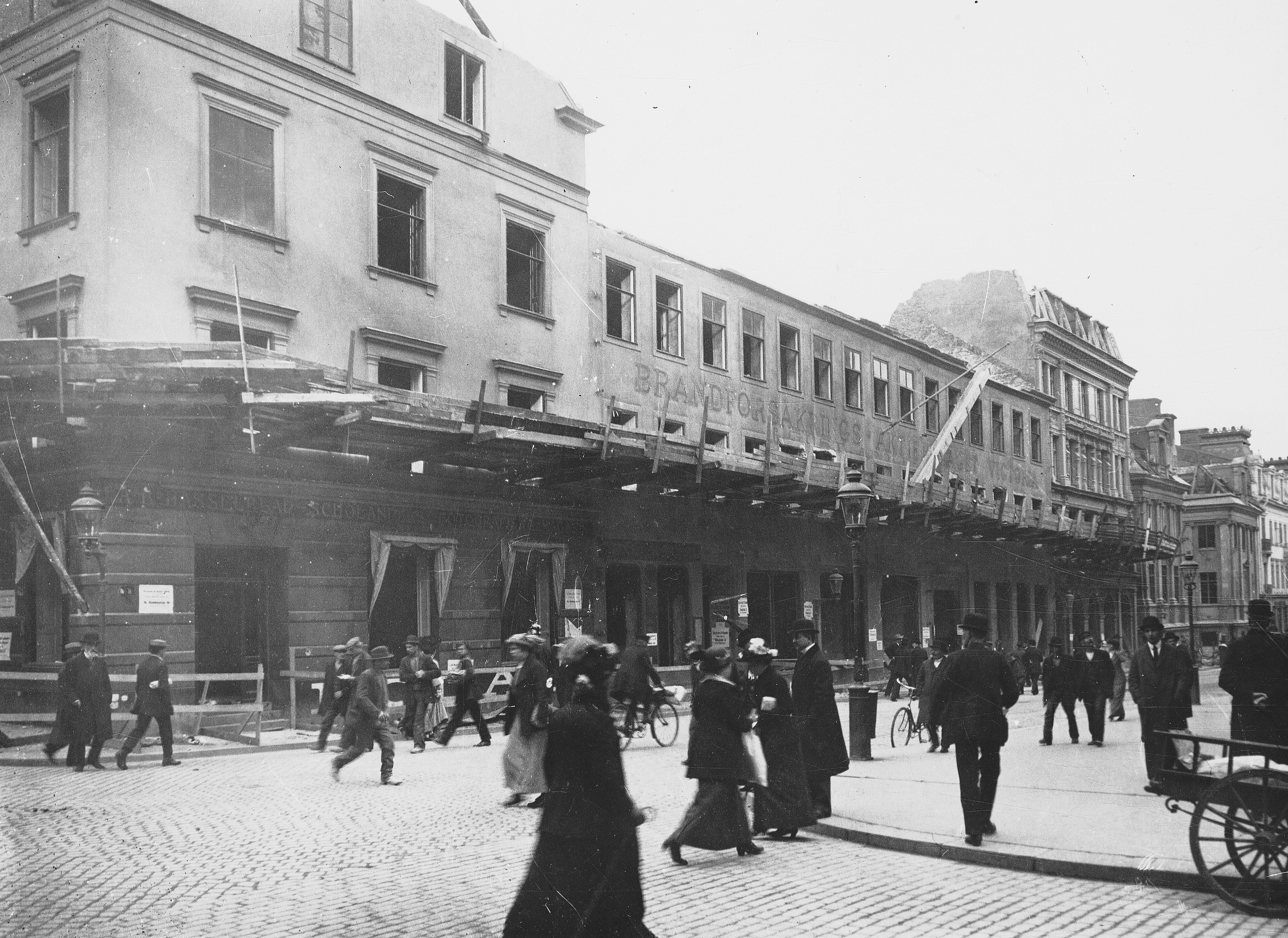
Rivningen av 1600-talspalatset Sparreska palatset.

Efter tre års byggtid 1912–1915 stod huset färdigt och den 22 september 1915 klockan 10.00 öppnades det stora varuhuset vid Hamngatan i Stockholm. På platsen för varuhuset revs 1913 Sparreska palatset, som byggdes på 1670-talet. Invigningen av varuhuset förrättades av kung Gustav V. Men redan dagen före kunde speciellt inbjudna gäster "bese Nordiska Kompaniets nya affärshus".
NK-huset ingår i fastighetsbolaget Hufvudstaden AB som grundades 1915 av Ivar Kreuger. Boberg ritade även NK-villan där NK under Industriutställningen i Norrköping 1906 visade sina produkter. Invigningsåret 1915 hade varuhuset en personalstyrka på 1 500 personer, 330 telefoner, varav 80 för internt bruk, en rörpost med 7 500 meter längd och 150 stycken uppsatta ur. Här fanns även en speciell vaktmästare som höll ett vakande öga på kundernas hundar. Öppningsdagen besöktes varuhuset av 35 000 personer
NK:s välkända logotyp formgavs av inredningsarkitekten David Blomberg och har inte ändrats sedan 1902. I reklamsyfte kombinerades logotypen med en stor urtavla 1939, den så kallade NK-klockan som placerades på Telefontornet vid Brunkebergstorg. Telefontornet revs 1953 och klockan kom senast året därpå till sin nuvarande plats på NK:s tak.
Den 2 januari 1931 invigdes en golfbana på NK:s takterrass av prins Sigvard, som var en ivrig golfare och som slog de första slagen på banan.
I i början av 1960-talet byggdes NK-huset ut vid Regeringsgatan av arkitekt Hans Asplund. 1960-talstillbyggnaden har en betongstomme med fasader klädda med granit. Ett nytt entréparti uppfördes 1970–1973 mot gatan enligt Bengt Lindroos ritningar. På platsen för dessa förändringar stod Stockholms första elektricitetsverk, Brunkebergsverket, byggt efter ritningar av Ferdinand Boberg, samma arkitekt som stod bakom NK:s huvudbyggnad. Ytterligare tillbyggnader tillkom 1971–1973 med Bengt Lindroos som arkitekt. 2021 invigdes Padelbanor på Parkadenhusets tak.

### Handel på NK, historiska bilder

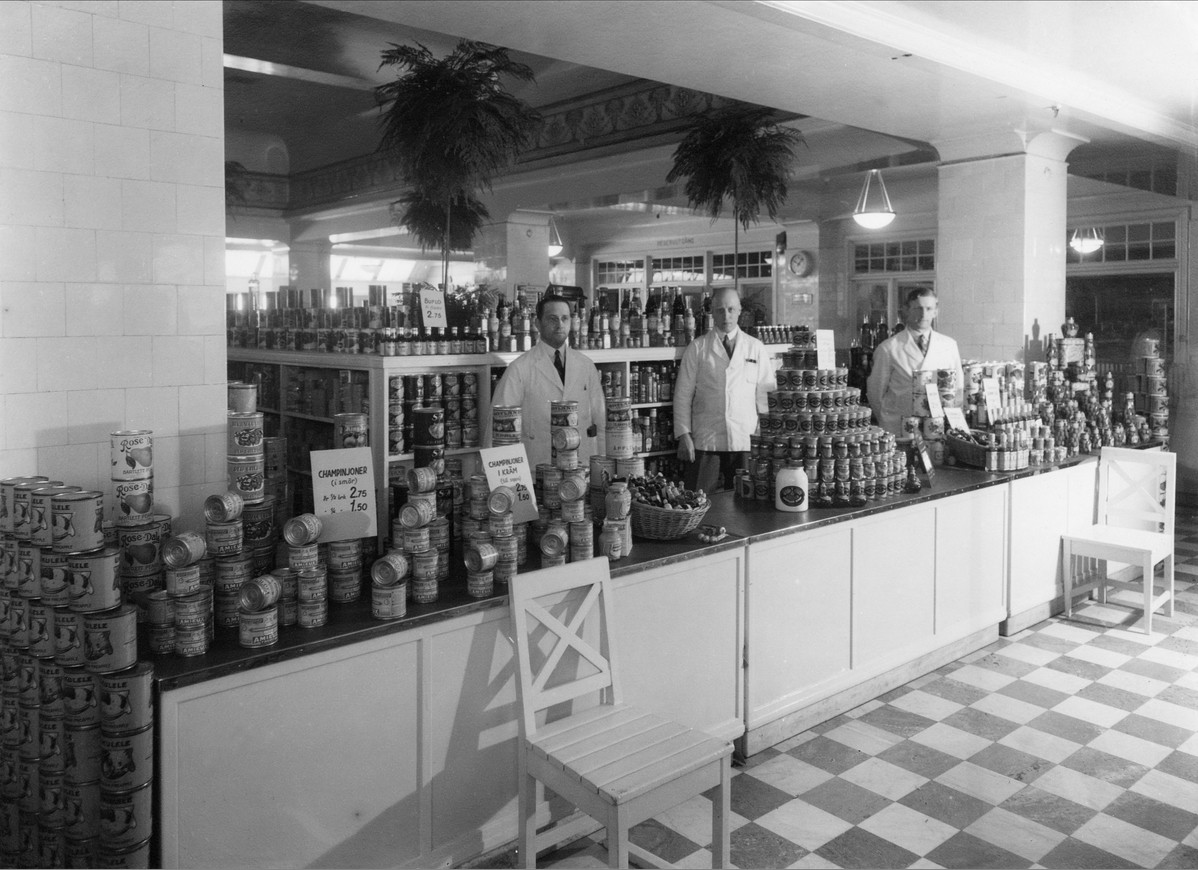
Konservavdelningen 1930
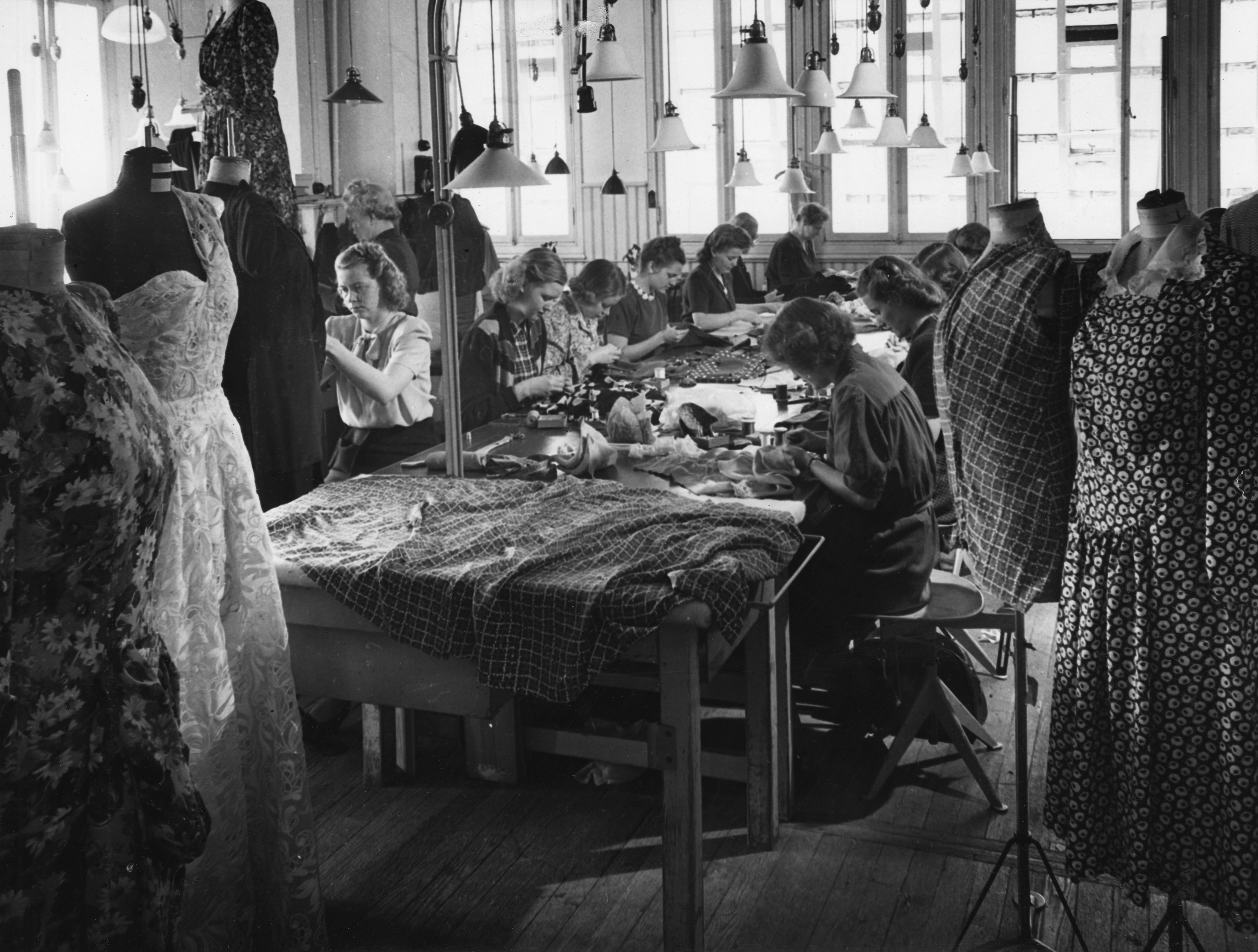
Sömmerskor på NK:s Franska damskrädderi 1947
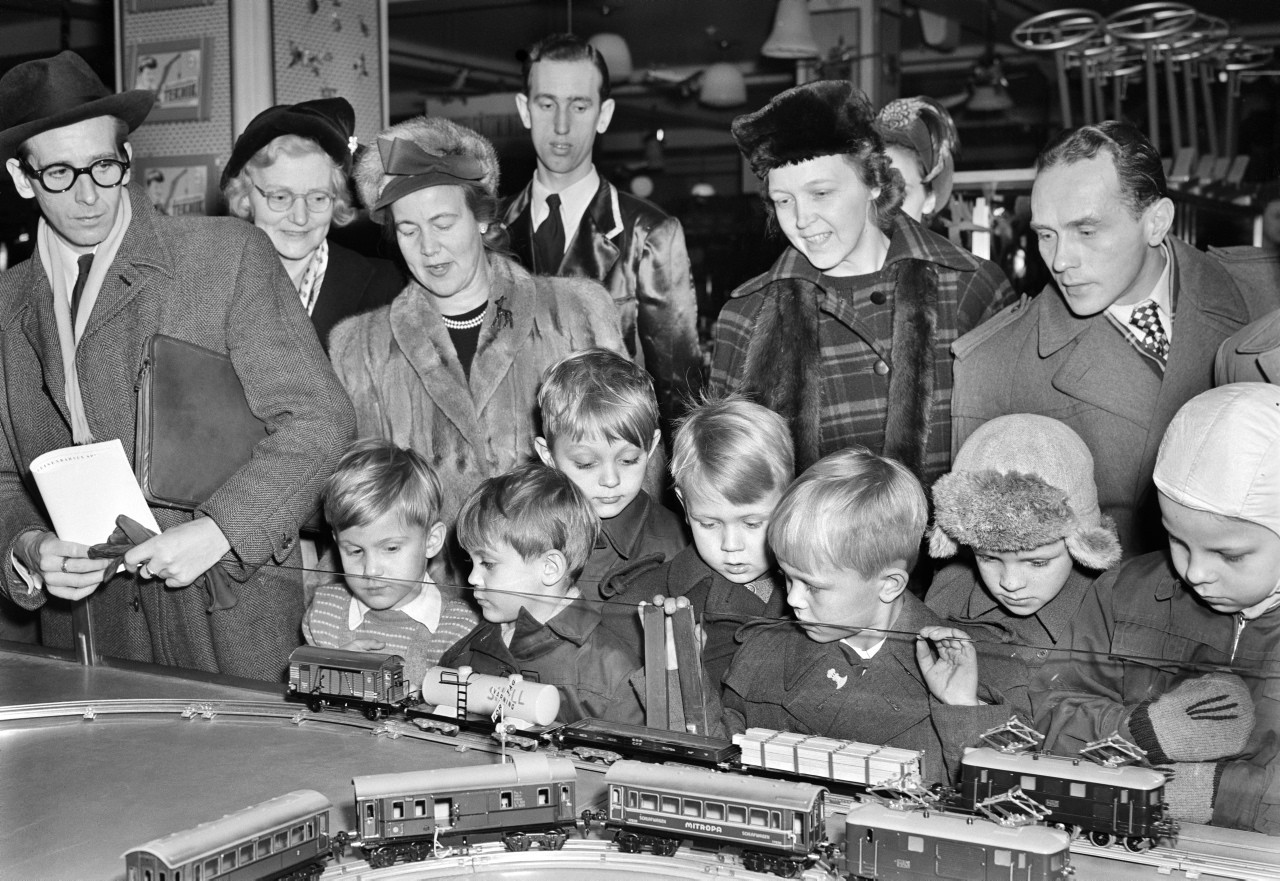
Leksaksavdelningen 1951
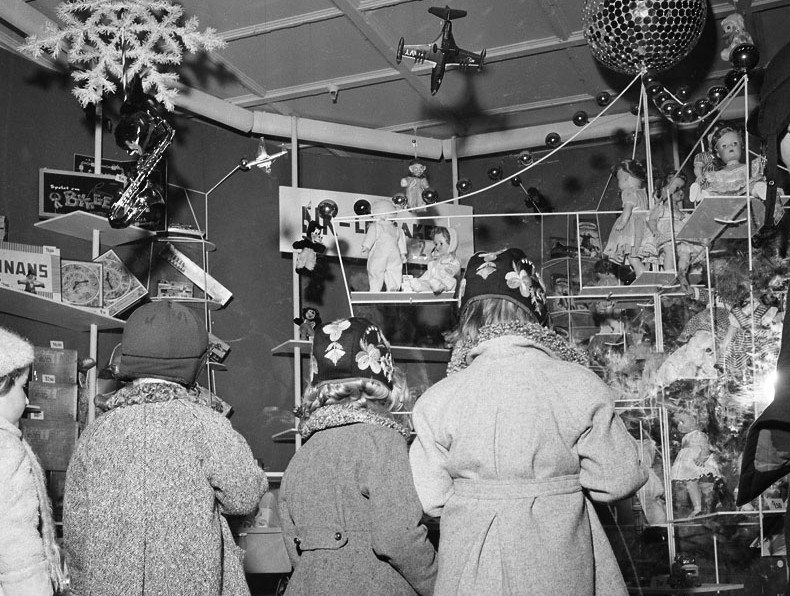
Julskyltning 1956
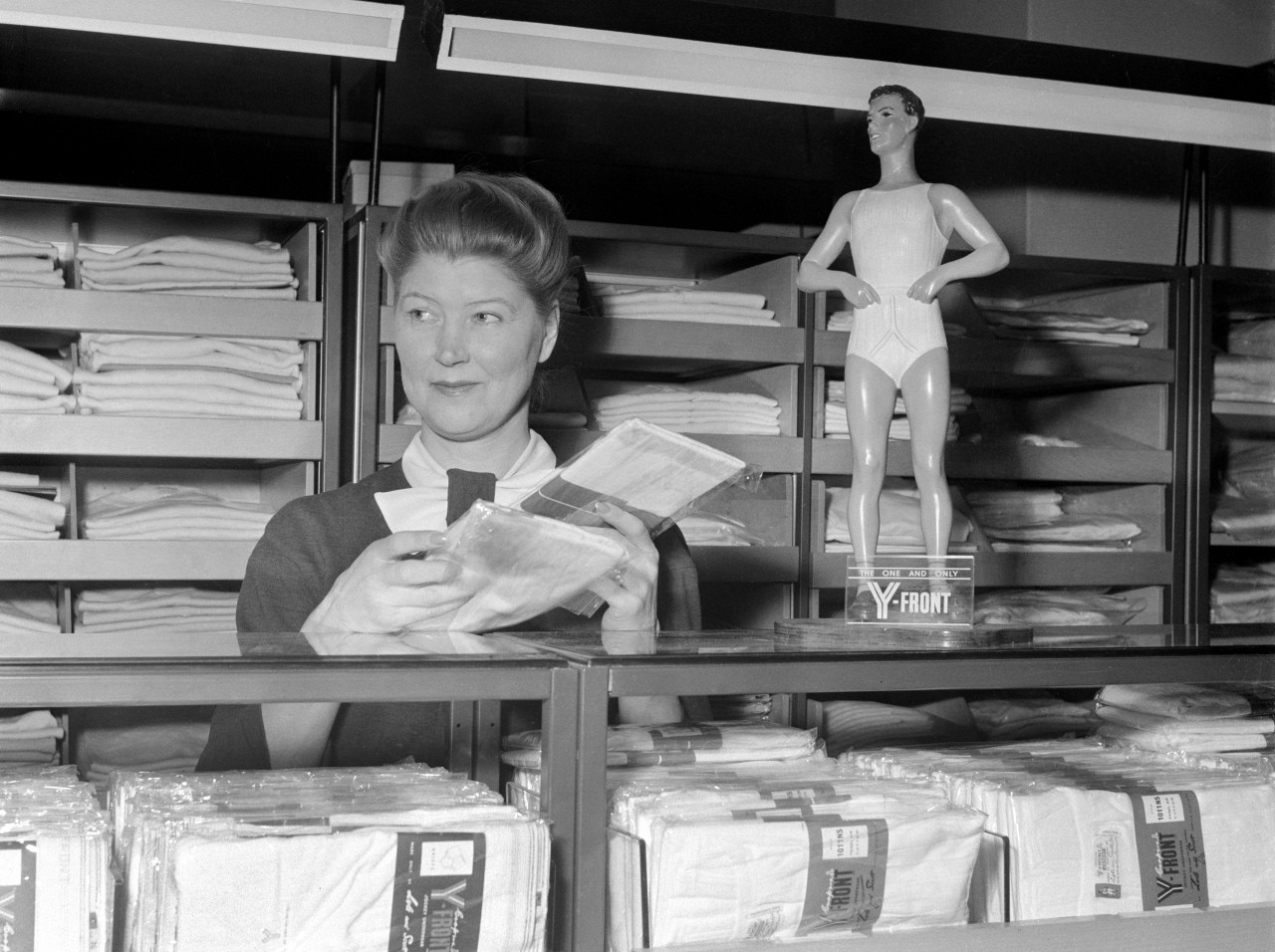
Y-front presenteras på avdelningen för herrunderkläder 1957
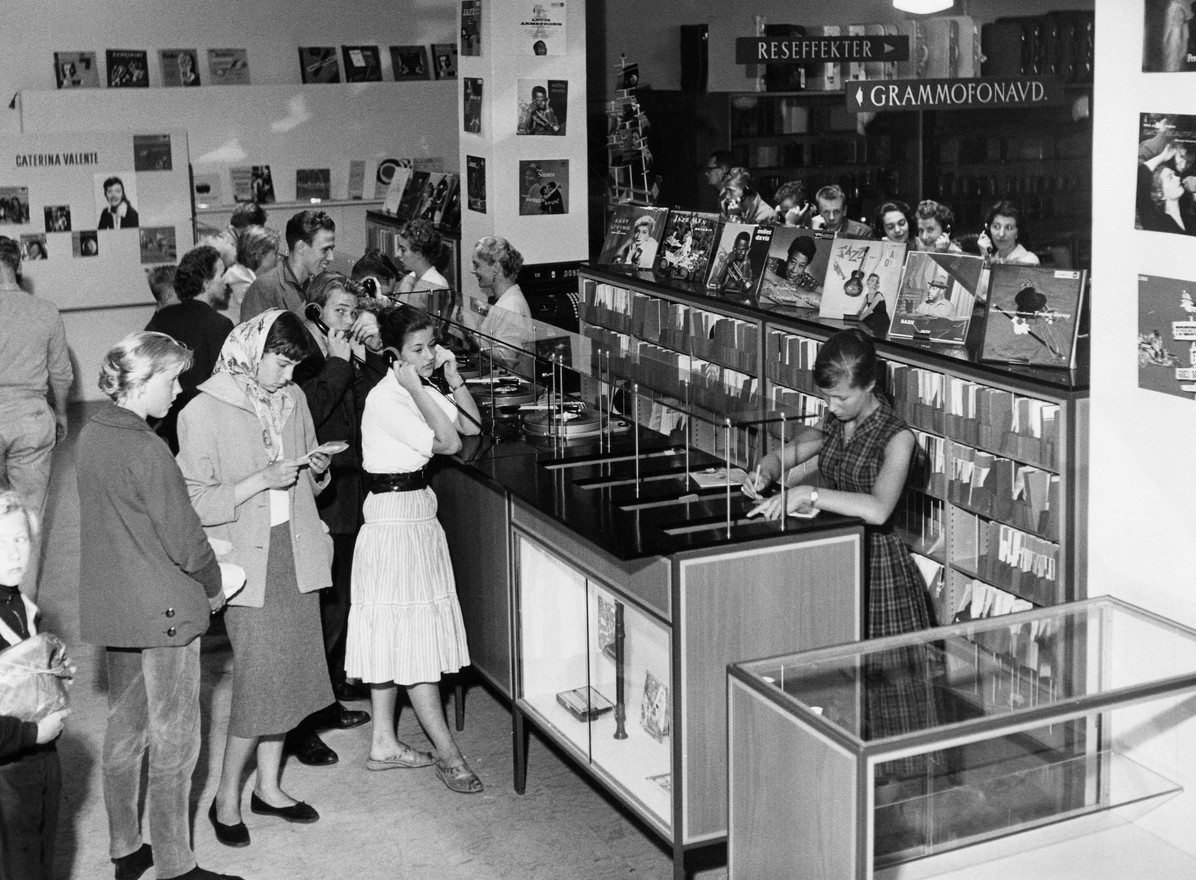
Grammofonavdelningen 1957

### NK:s julskyltning

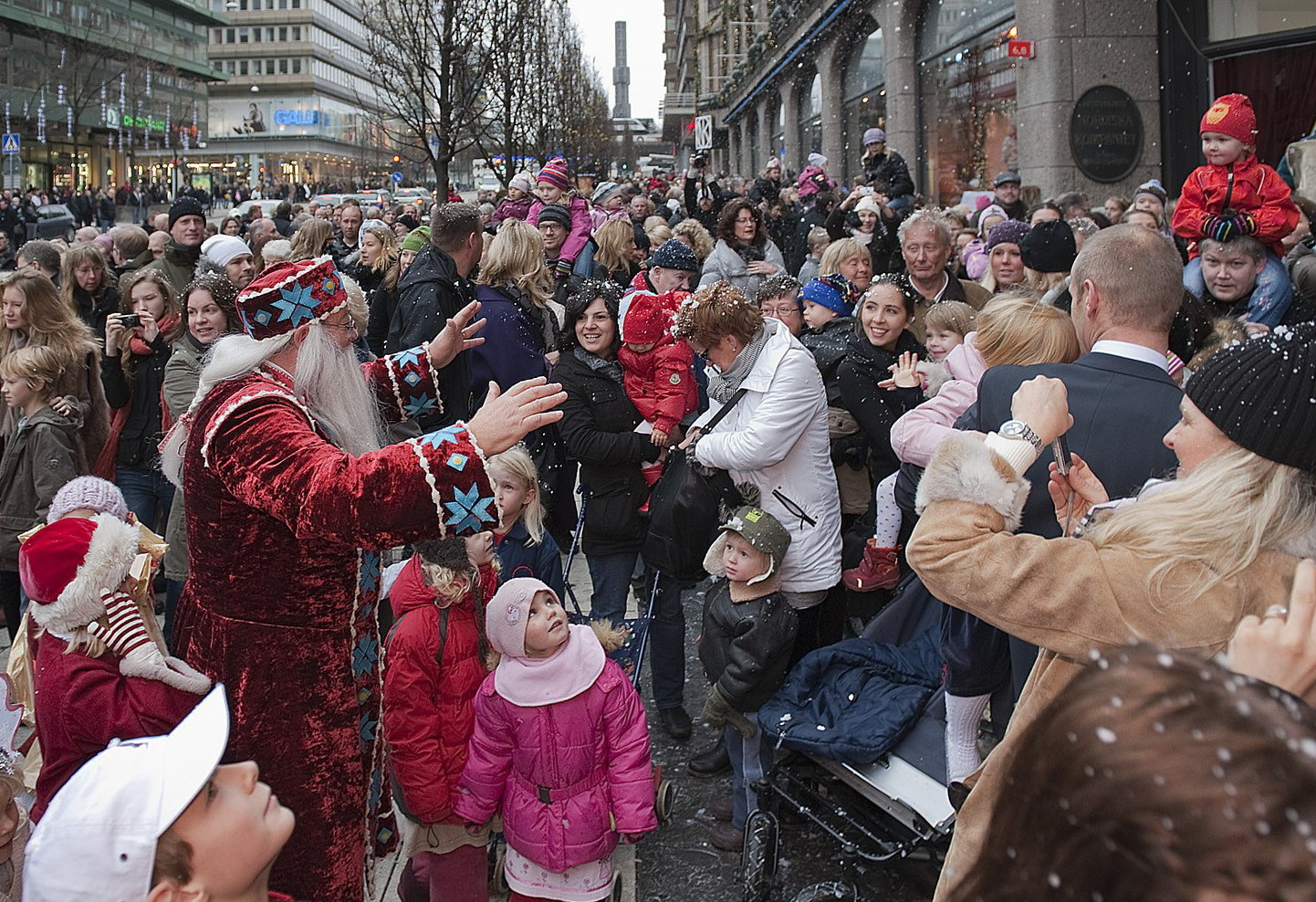
Skyltsöndag på NK, 23 november 2009.

NK:s speciella julskyltning i skyltfönstren mot Hamngatan har varit en tradition sedan starten 1915. Julskyltningen skall vara underhållning för alla generationer, men framför allt för barnen. Julskyltningen har ett eget tema och invigs varje år på den så kallade skyltsöndagen. Till NK:s 100-årsjubileum 2015 var temat ”Stockholms historia”, sedd genom varuhusets ögon. Temat för 2017 var hämtat från Ingmar Bergmans film Fanny och Alexander och 2018 var temat ”En magisk jul”. Andra teman har varit ”Snöriket” (2009), ”Sagornas jul” (2012), ”Nordisk vinter” (2014), ”Den magiska julskogen” (2016), ”A Brand New Christmas Story” (2021) och ”The House of Christmas Secrets” (2024). Vilket tema det blir är en väl bevarad hemlighet ända fram till avtäckningen på NK:s skyltsöndag som brukar infalla numera på söndagen en vecka före den 1:a advent.

### Nya ägare

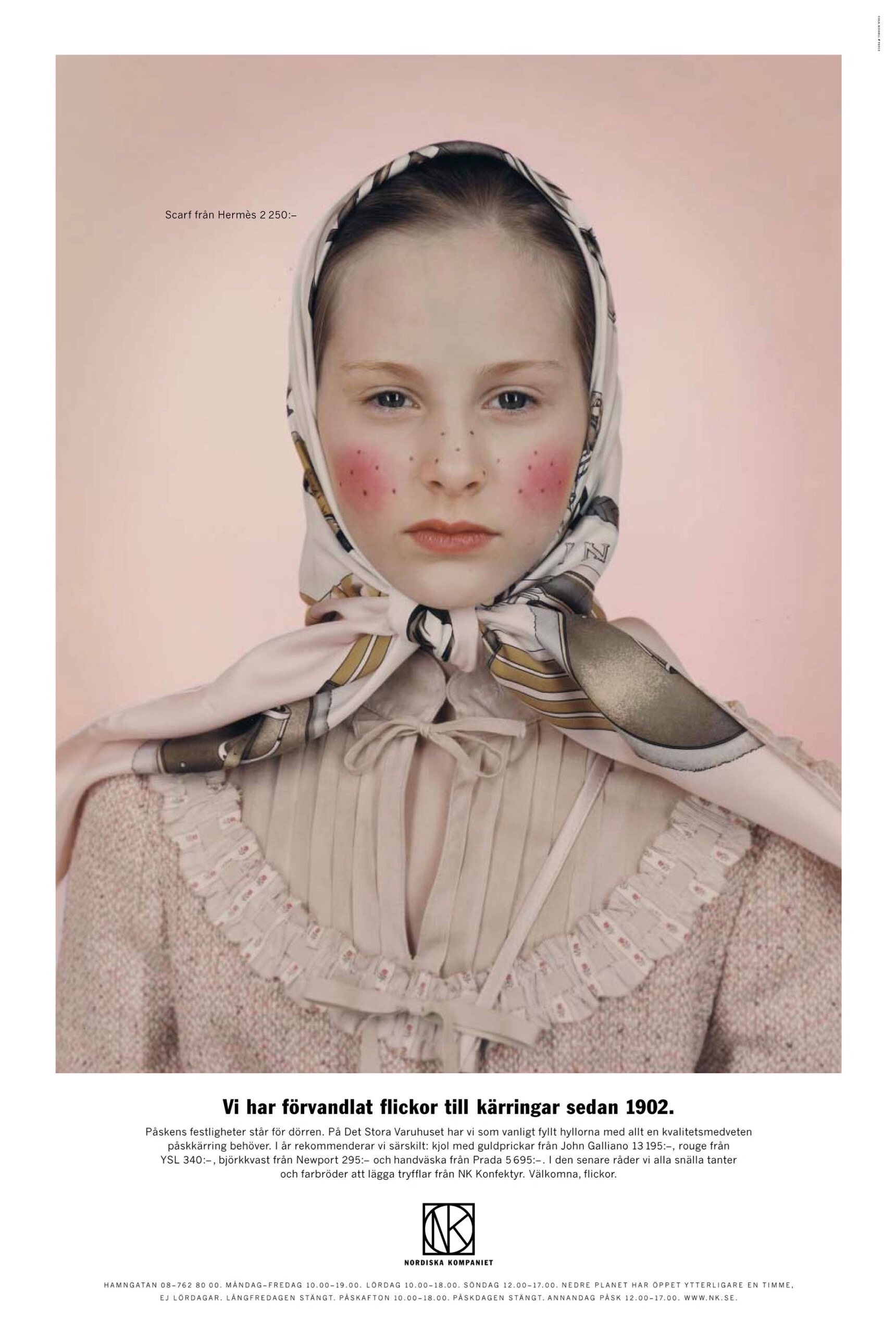
”Vi har förvandlat flickor till kärringar sedan 1902.” Prisvinnande dagspressannons, påsken 2003.

Grossistbolagen Saba-Trading och Dagab övertogs 1980 av NK-Åhléns och namnet ändrades till JS Saba. År 1982 bedrevs verksamheten åter i aktiebolagsform, då Nordiska Kompaniet avskildes från JS Saba som 1983 såldes till Investment AB Asken. Nordstjernan AB blev 1983 majoritetsägare i AB Nordiska Kompaniet, och NK utgjorde affärsområde Varuhus inom Nordstjernan-koncernen. År 1986 bildades NK Fastighetsdivision och NK Inredning återuppstod samma år. Sedan 1991 ägde AB Nordiska Kompaniet själva varuhusbyggnaderna, medan försäljningsytan hyrdes ut till fristående detaljister. Hufvudstaden AB äger AB Nordiska Kompaniet sedan 1998, som i sin tur äger NK fastigheterna och varumärket. Varje NK-avdelning drivs av ett fristående bolag – en NK-företagare, vilka är organiserade i två företagarföreningar.
Varuhuset i Stockholm har de senaste åren utökat sitt erbjudande och sina ytor och erbjuder unik framtoning med flertalet internationella varumärken. Den nya varuhusytan tillkom till stora delar genom att Parkaden blev en del av Nordiska Kompaniet. Parkadens entréplan har avdelningar med fokus på service, mat och hälsa. SATS har blivit en del av NK och på taket huserar NK Padel & Social by Ascaro sedan april 2021.

### Exteriörbilder

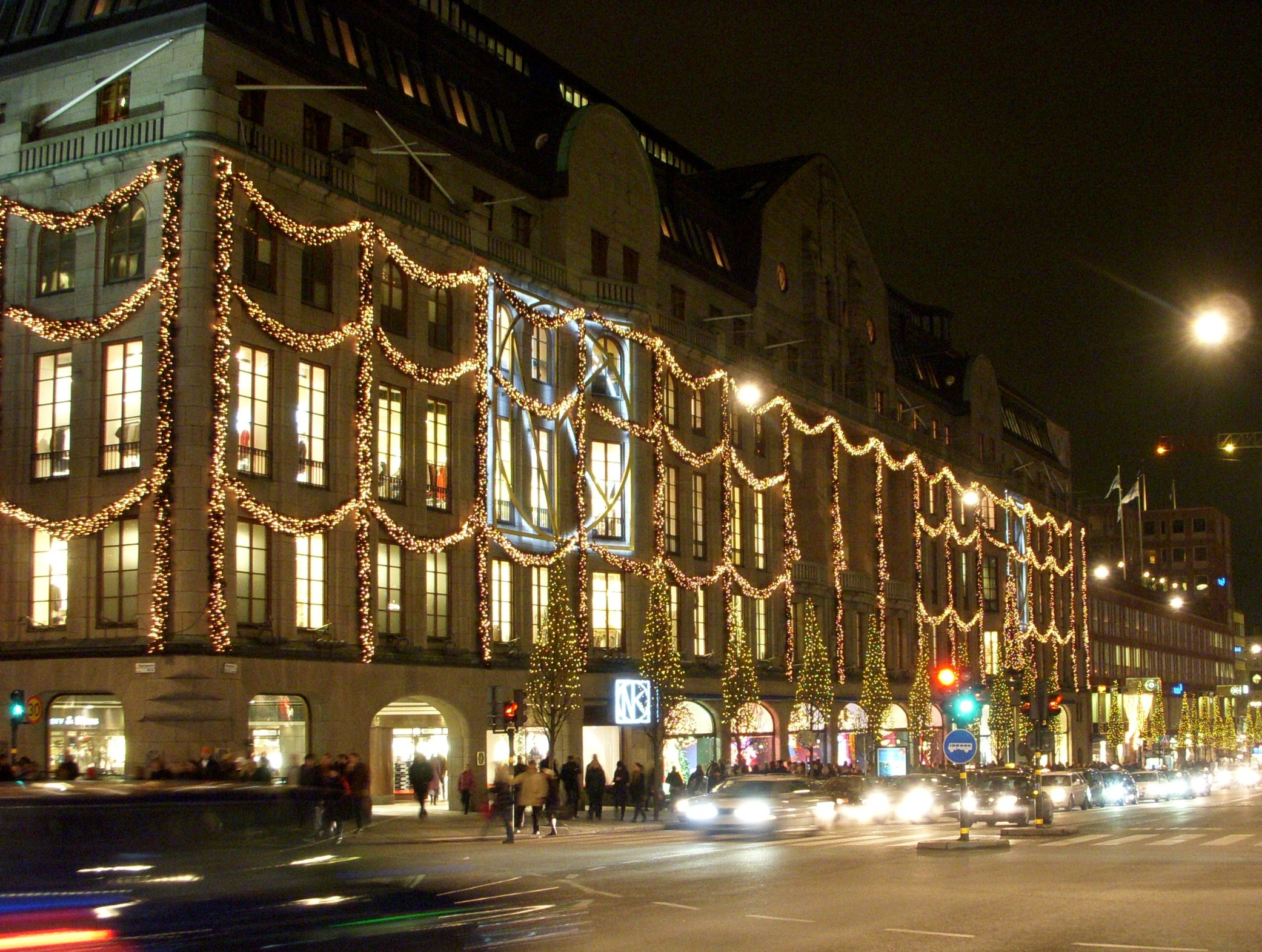
NK och Hamngatan advent 2008.
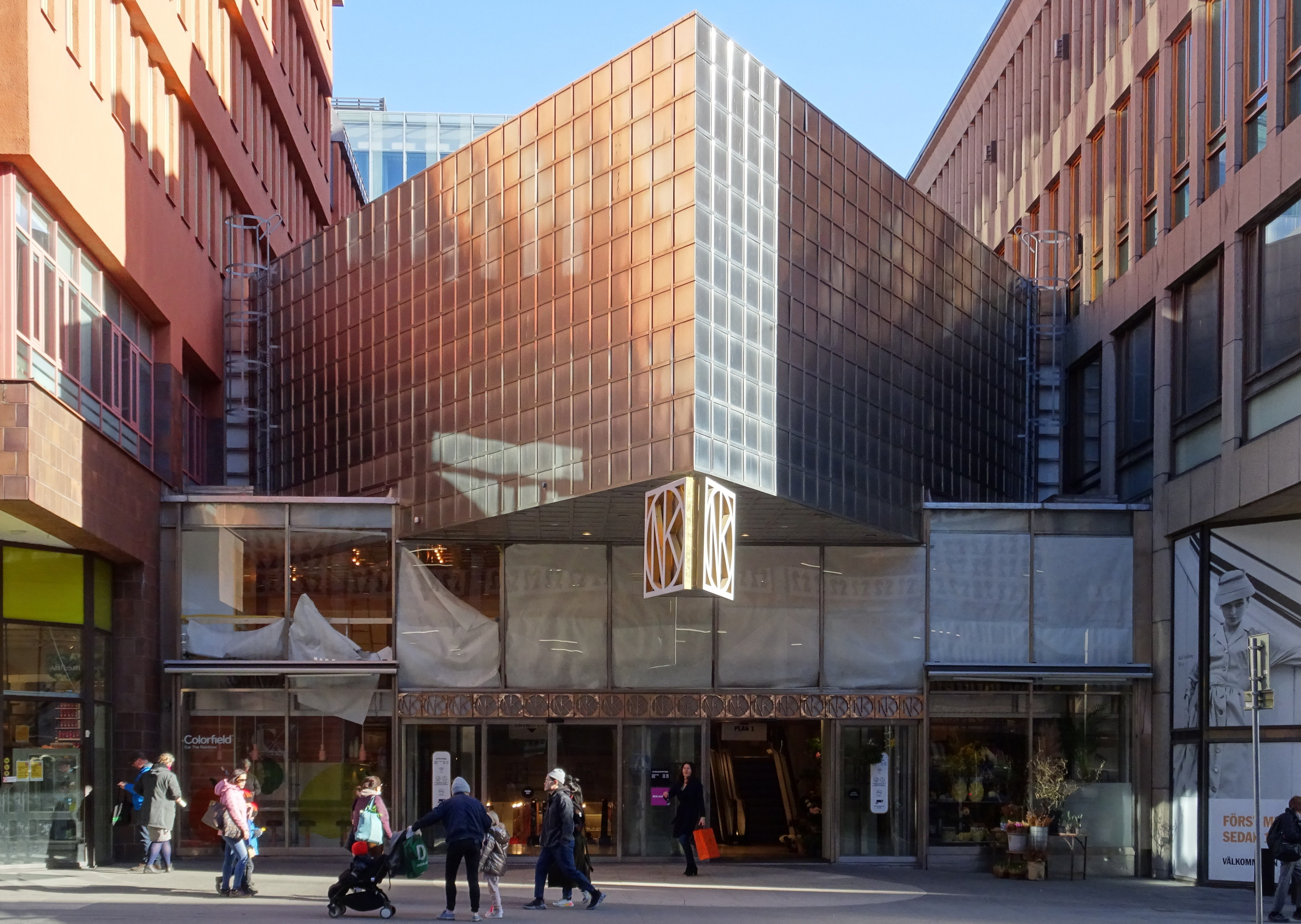
NK:s entré från Regeringsgatan 2021.
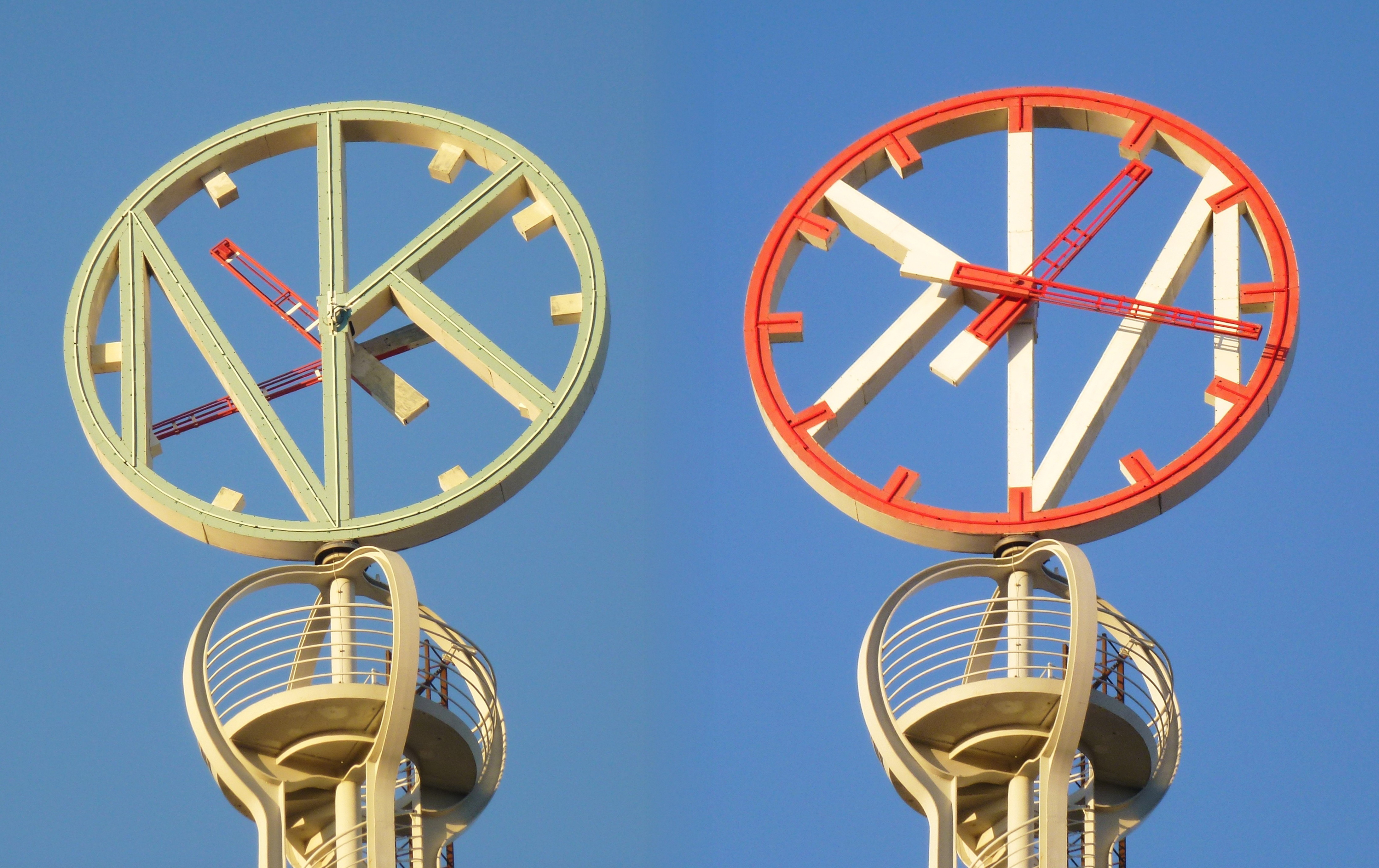
Den kända NK-klockan. (Bildmontage)
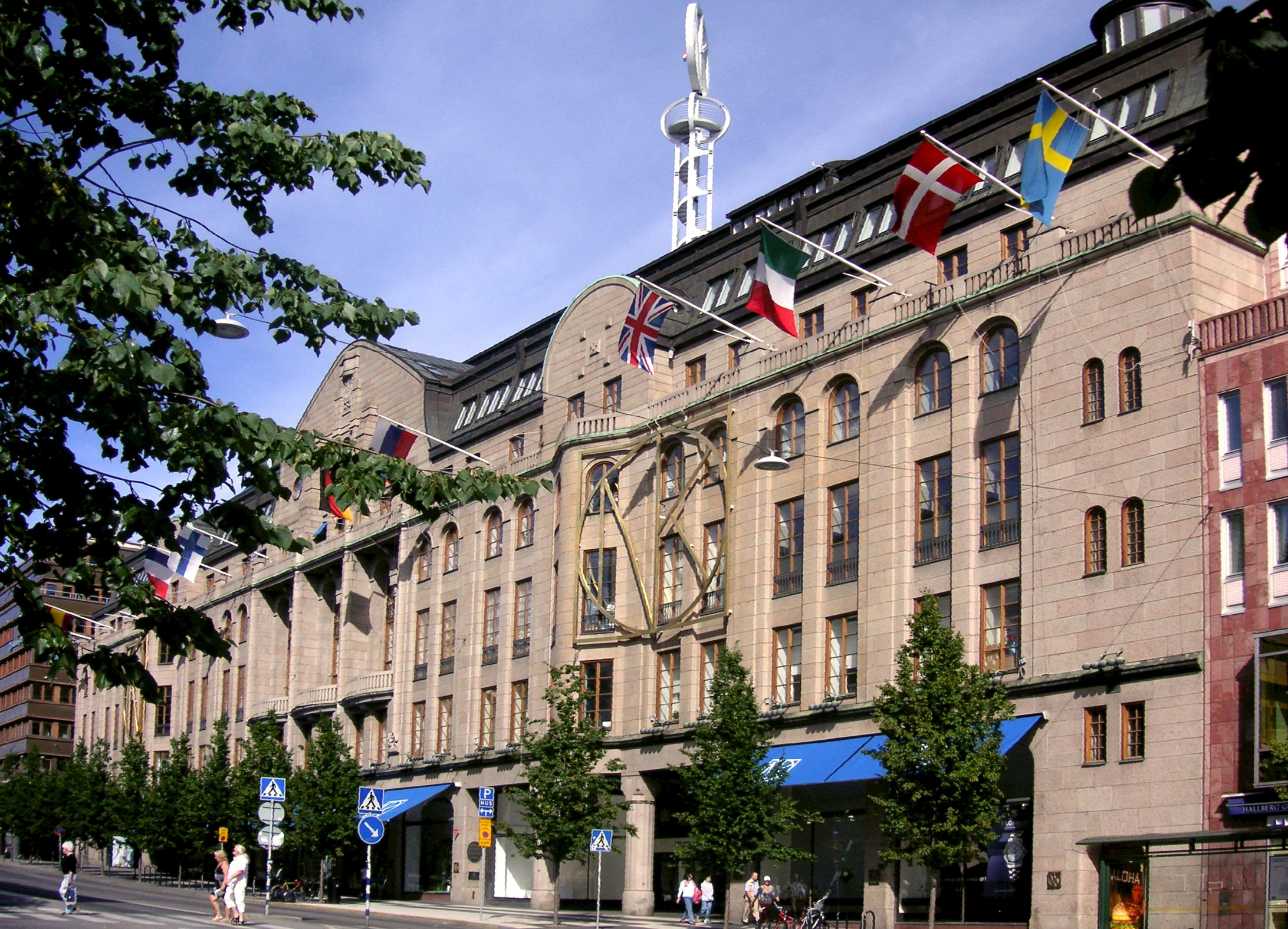
NK och Hamngatan 2007.
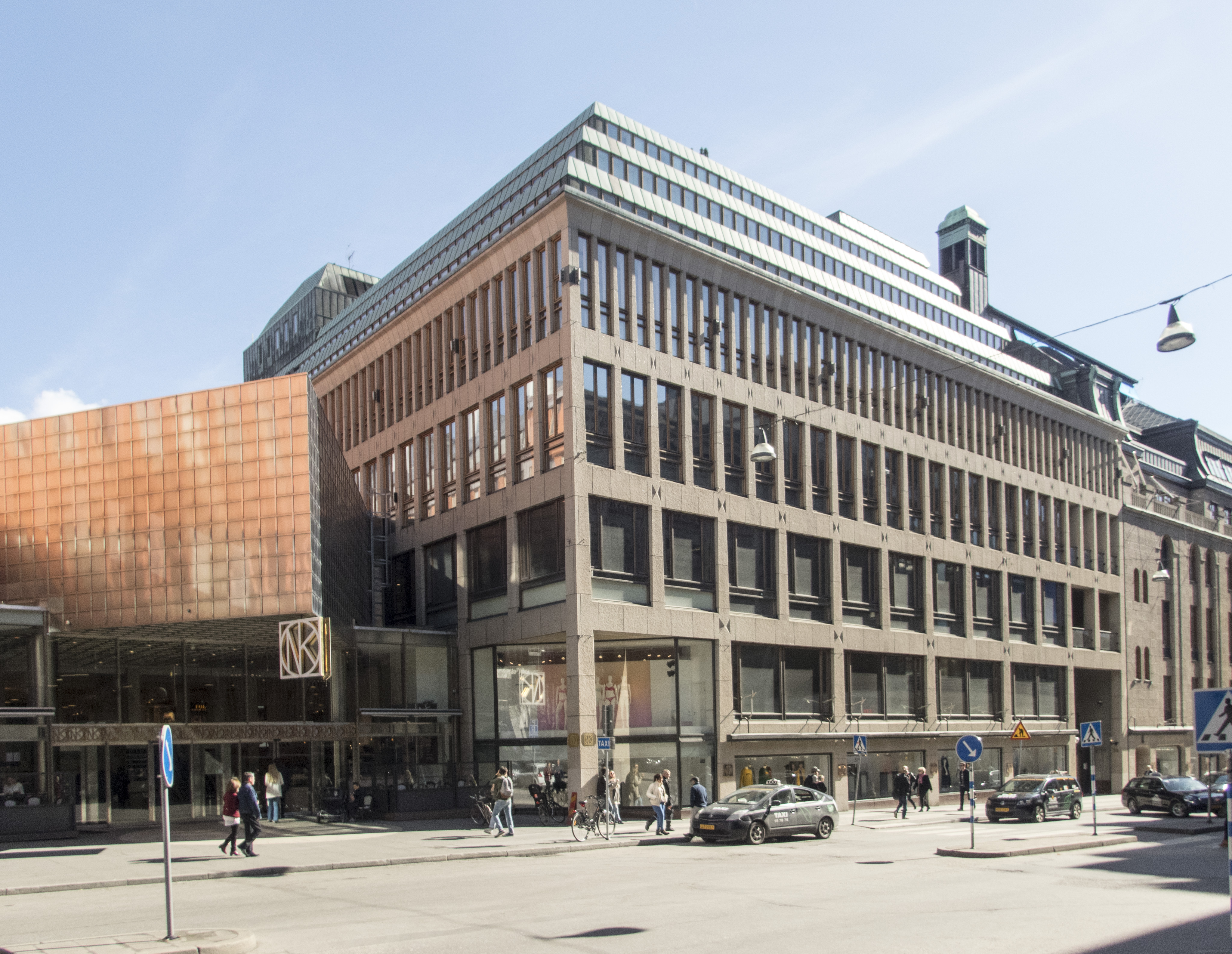
Tillbyggnaden mot Regeringsgatan 2016.

### Interiörbilder

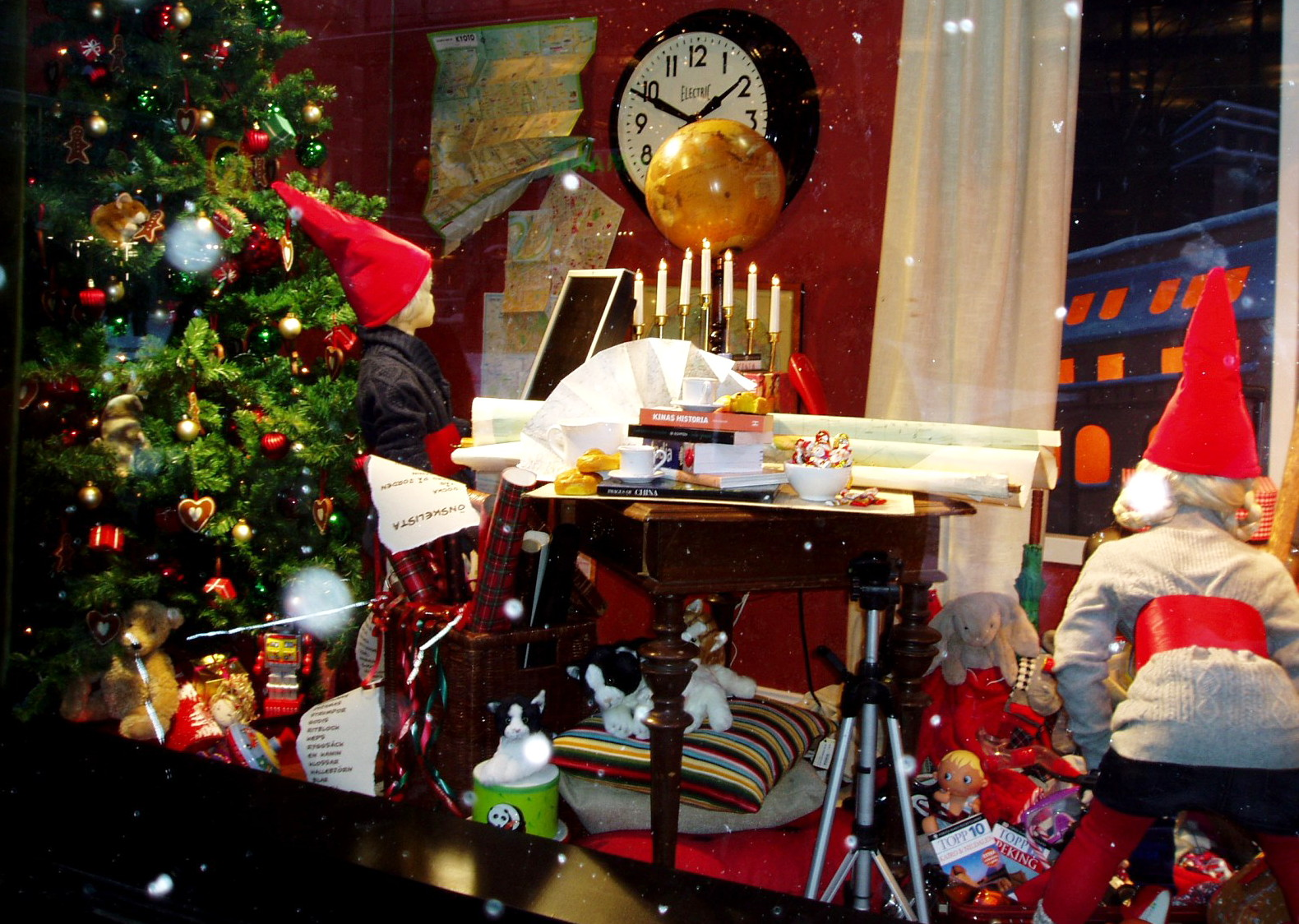
Julskyltning 2010.
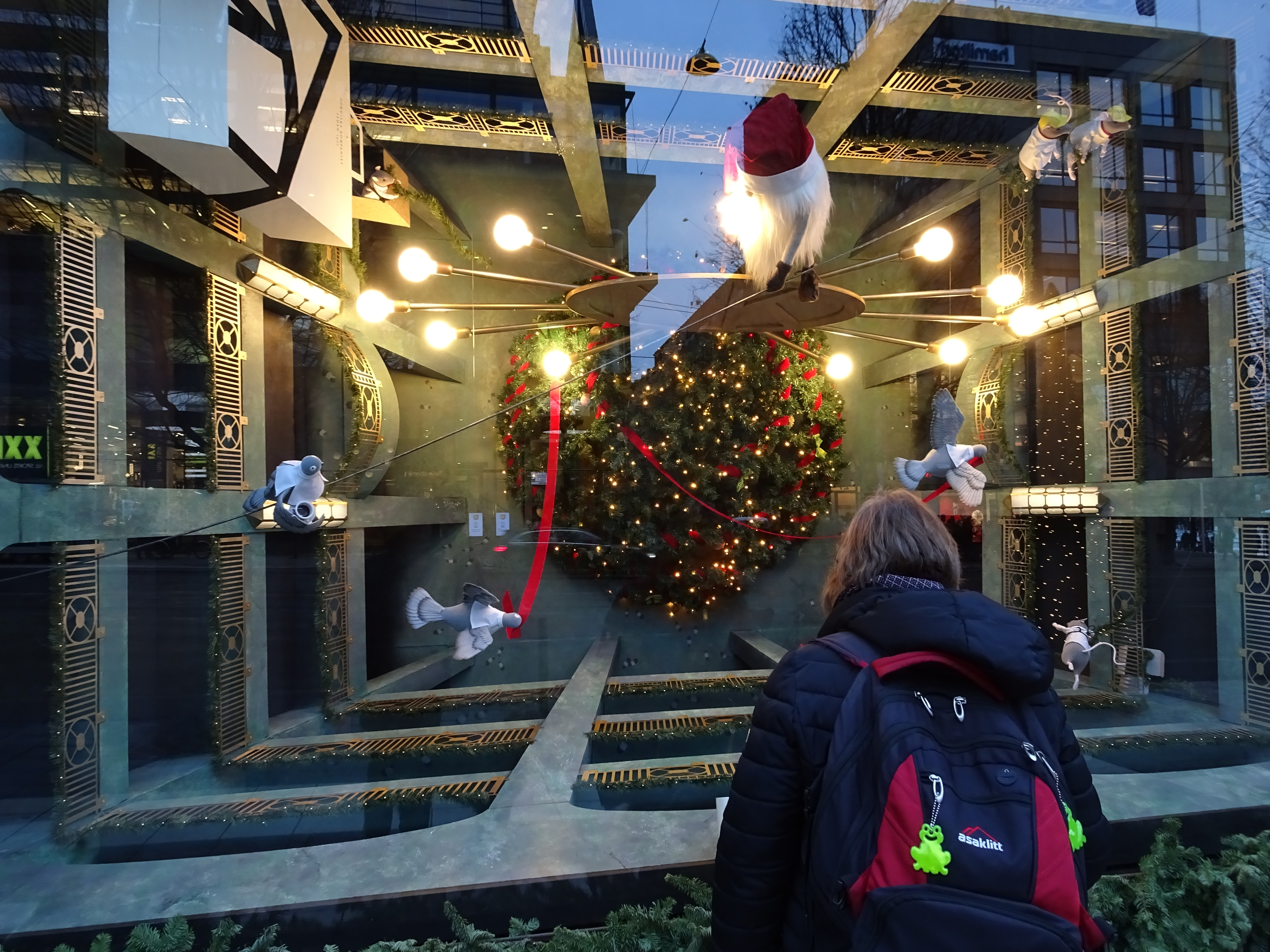
Julskyltning 2018.
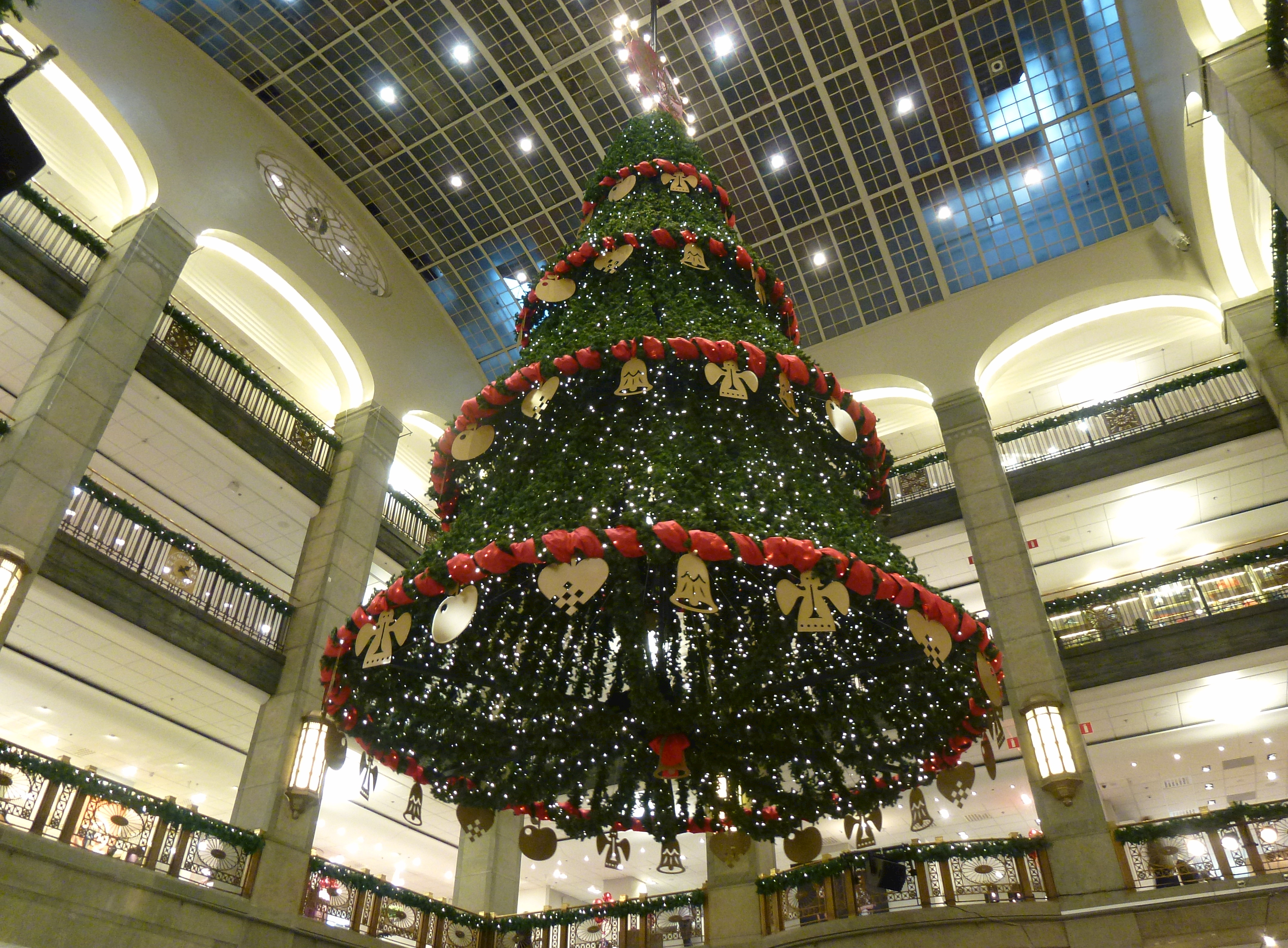
Julgranen i centralhallen.
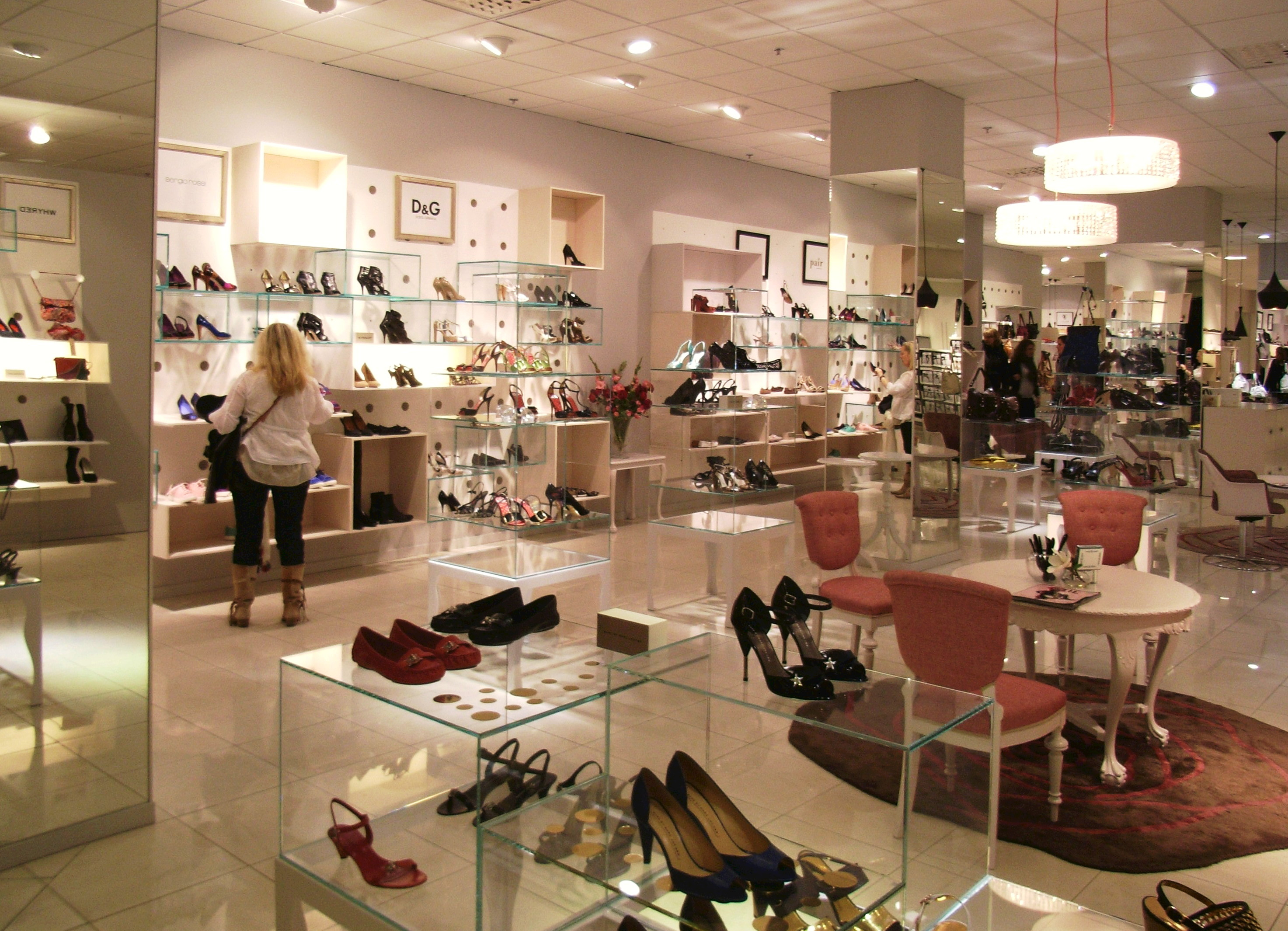
Skobutik.
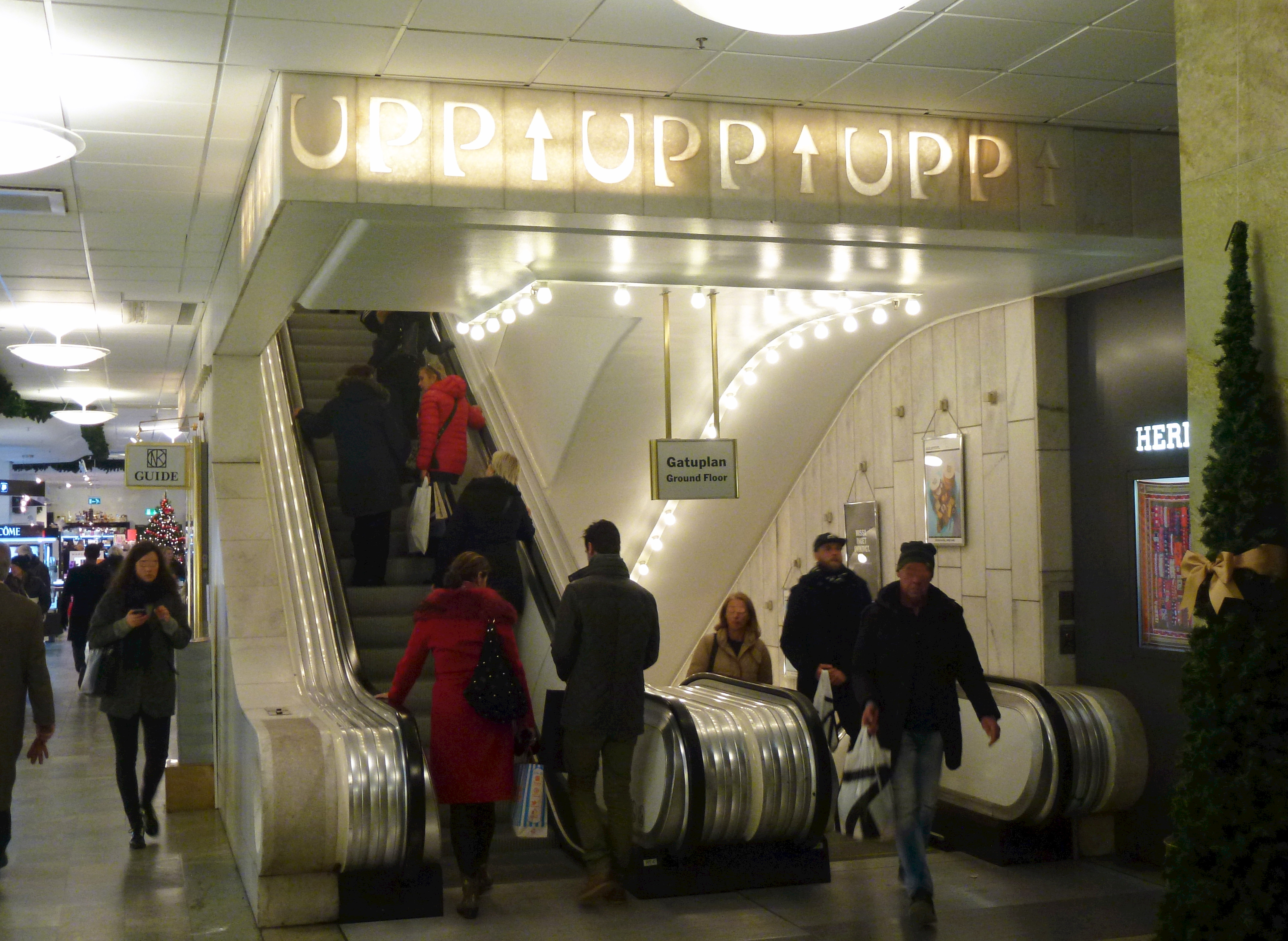
NK:s rulltrappa.

## NK i Göteborg

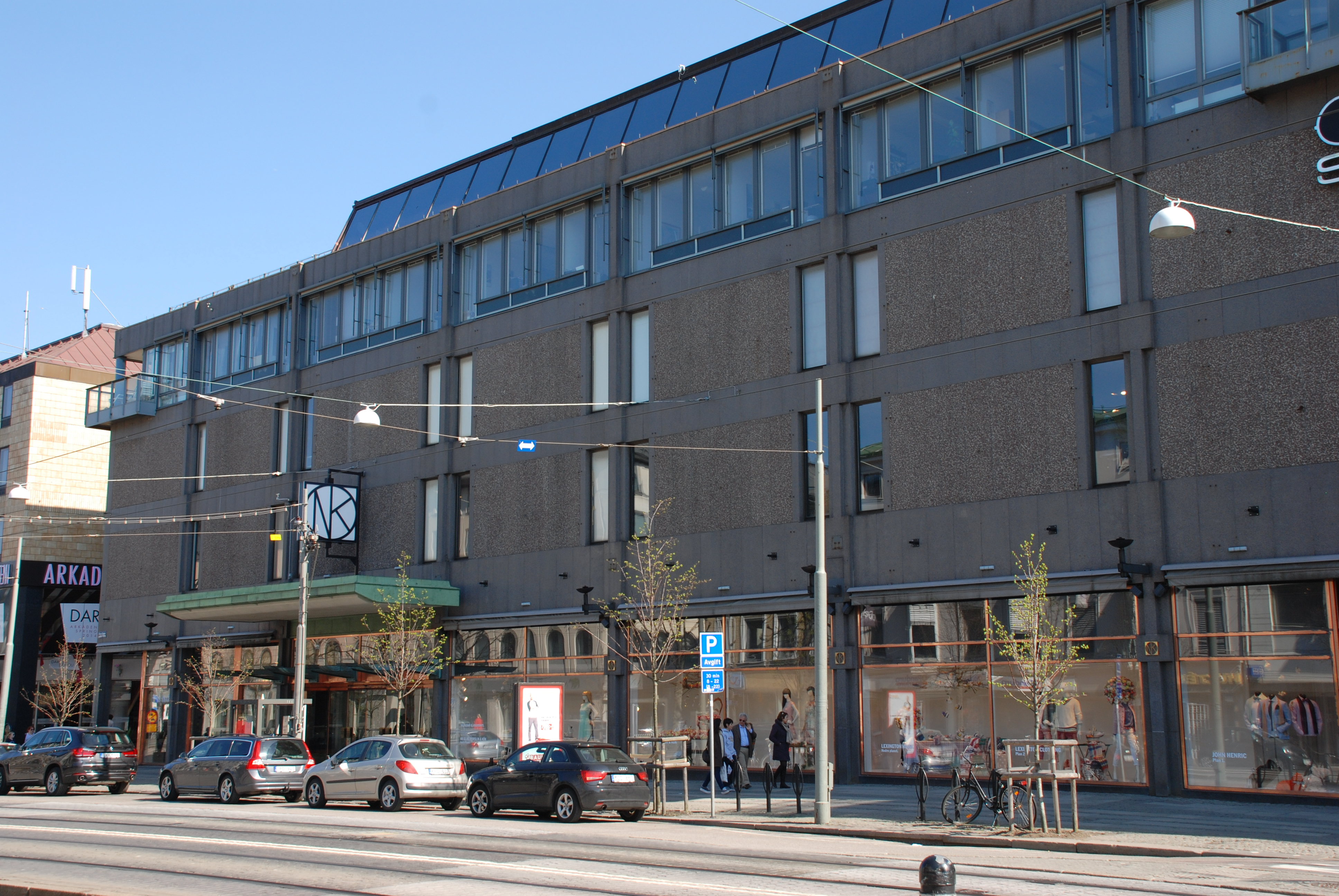
Nordiska Kompaniet vid Östra Hamngatan i Göteborg.

”NK Göteborg” upptar stora delar av kvarteret 10 Värnamo vid Östra Hamngatan 42–44/Drottninggatan 39 och Kyrkogatan 48 i Göteborg. Varuhuset ritades av arkitektkontoret Contekton, och ägs av bolaget AB Nordiska Kompaniet som i sin tur ägs av Hufvudstaden AB. Varuhuset i Göteborg grundades ursprungligen 1864 av köpmannen Ferdinand Lundquist när han öppnade sitt varuhus Ferd. Lundquist & Co. Nästan hela kvarteret omfattades på 1950-talet av varuhusets verksamhet. Men på hörnet Östra Hamngatan 44 fanns Hallbergs Guld sedan tidigt 1900-tal och biografen Odéon var belägen på hörnet Fredsgatan/Drottninggatan sedan 1920-talet och fram till 1962. På 1960-talet köptes dessa upp, och kvarteret om- och nybyggdes då NK 1971 tog över Ferd. Lundquist & Co, efter att man hade övergett tankarna på ett nybygge i Nordstan. Kyrkogatan 50 och Drottninggatan 43 revs under tidigt 1990-tal. ”Brasserie Ferdinand” ligger inrymt på Drottninggatan 41 i välvda källarrum från 1700-talet.
Kvarteret består av dels en nybyggnad, dels ett par äldre stenhus med bevarade gatufasader. Nordiska Kompaniet Göteborg är ett exklusivt varuhus med 45 avdelningar inom mode, accessoarer, skönhet och inredning på fyra plan. Här hittar man ledande svensk och nordisk design tillsammans med internationella varumärken. Några exempel på avdelningar är: barn, dam, herr, böcker och papper, sport, underkläder, skor, väskor, accessoarer, fotvård, frisör, manikyr, ansiktsbehandlingar, blommor, glas, porslin, köksartiklar, hår- och kosmetik, kemtvätt, sko- och nyckelservice.

## NK i Malmö

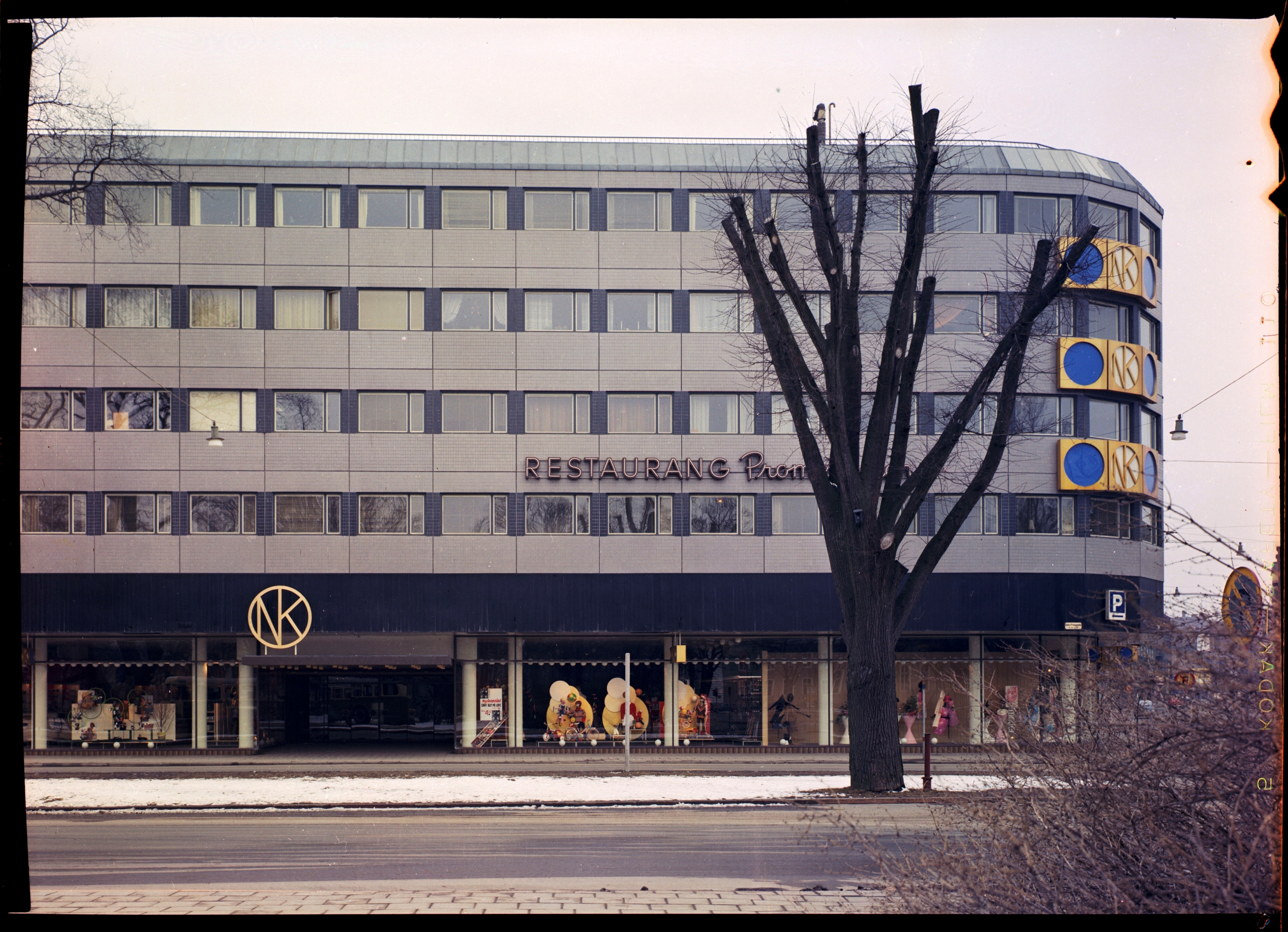
NK i Malmö 1964

Under nästan 28 år hade NK en filial i centrala Malmö som idag hyser köpcentrat Hansa. Fastigheten började byggas 1961 och påminner vad gäller volym, form och storlek med den gamla yllefabriken Doffeln som fanns på platsen innan och några av personerna bakom bygget var byggmästare Hugo Åberg och arkitekt Thorsten Roos. När huset stod färdigt så hade det blivit det dittills dyraste enskilda bygget i Malmö som då kostat 30 miljoner kronor vid 1963. Ett större garage finns inne i huset som från början hade bensinmack och bilservice som då kallades bilhotell och på kvarterets tak finns en mindre villastad med radhus, central lekplats och trädgårdar. I huset i övrigt finns ytterligare lägenheter och kontor.
Den 30 augusti 1963 kl 10:30 öppnades NK i Malmö som då ansågs vara en av de mera exklusiva varuhusen i staden och hade omkring 400 anställda. Varuhuset hade många olika avdelningar såsom heminredning, hemtextilier, herr-, junior- och damkonfektion samt för sport- och hobbyartiklar med mera. Dock fanns inget skrädderi som i Stockholm men måttbeställningar kunde göras och utföras i huvudstaden. I källaren fanns en livs-avdelning med manuella ostdiskar, diverse ovanliga delikatesser, en servering kallad Quickbaren som även kallades Pilbaren då två levande pilträd fanns där. Framför huset vid Södra promenaden mot kanalen fanns tidigare ett då 100-årigt kinesiskt pagodträd som ljussattes inför varje julskyltning och som tändes varje år av olika kända personer. Trädet drabbades av röta under 1990-talet och fick därför fällas senare.
Den 29 juni 1991 stängde NK sin filial i Malmö likt andra platser i landet på grund av bristande lönsamhet och efter en tid öppnade i stället Hansacompagniet som senare skulle bli Hansa vars namn anspelar på kvarterets namn Lybeck och den tyska hansastaden.

## Referenser

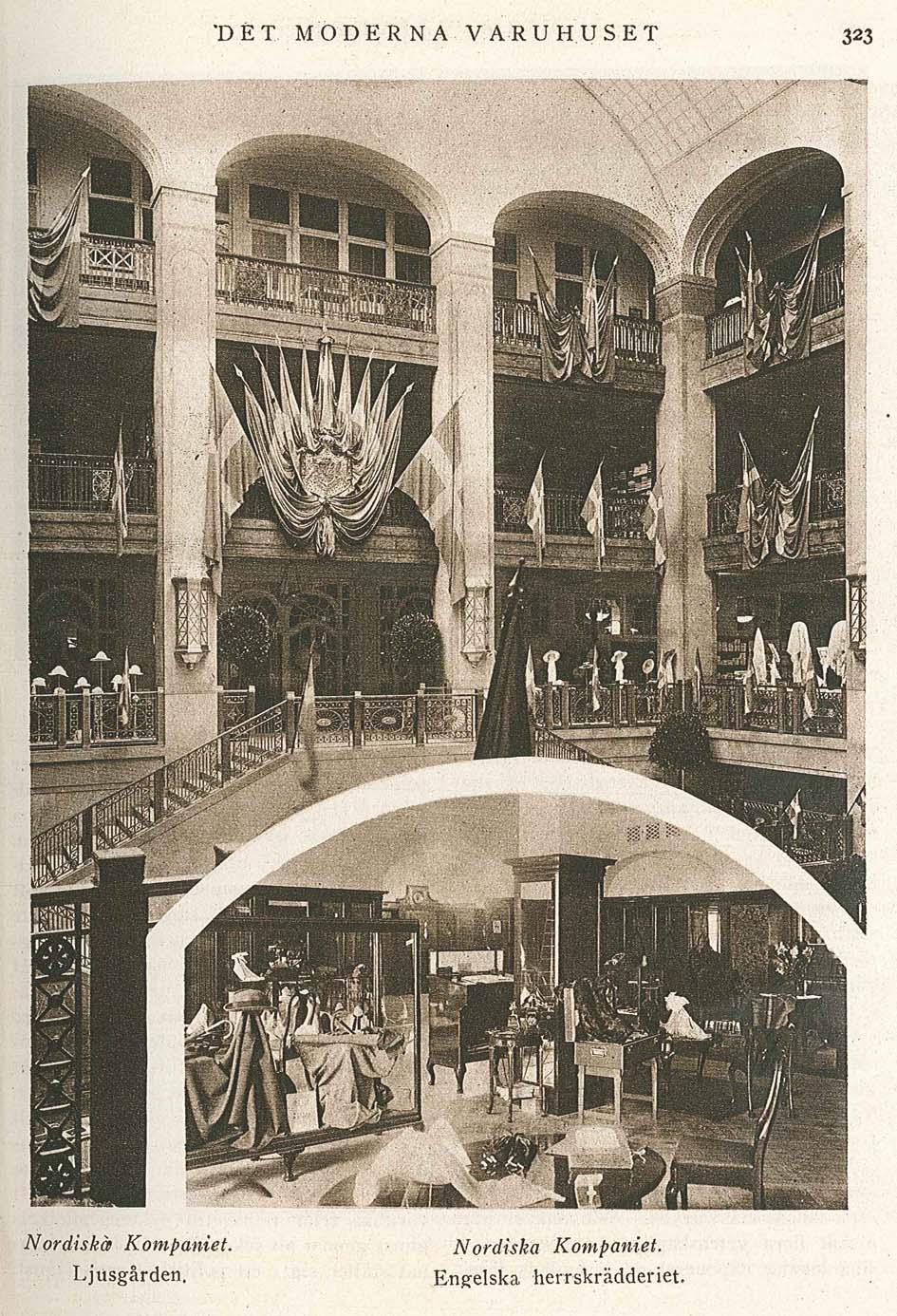
Interiörer från NK publicerade som exempel på "det moderna varuhuset" i tidskriften Hela världen 1918.